# بول سيزان

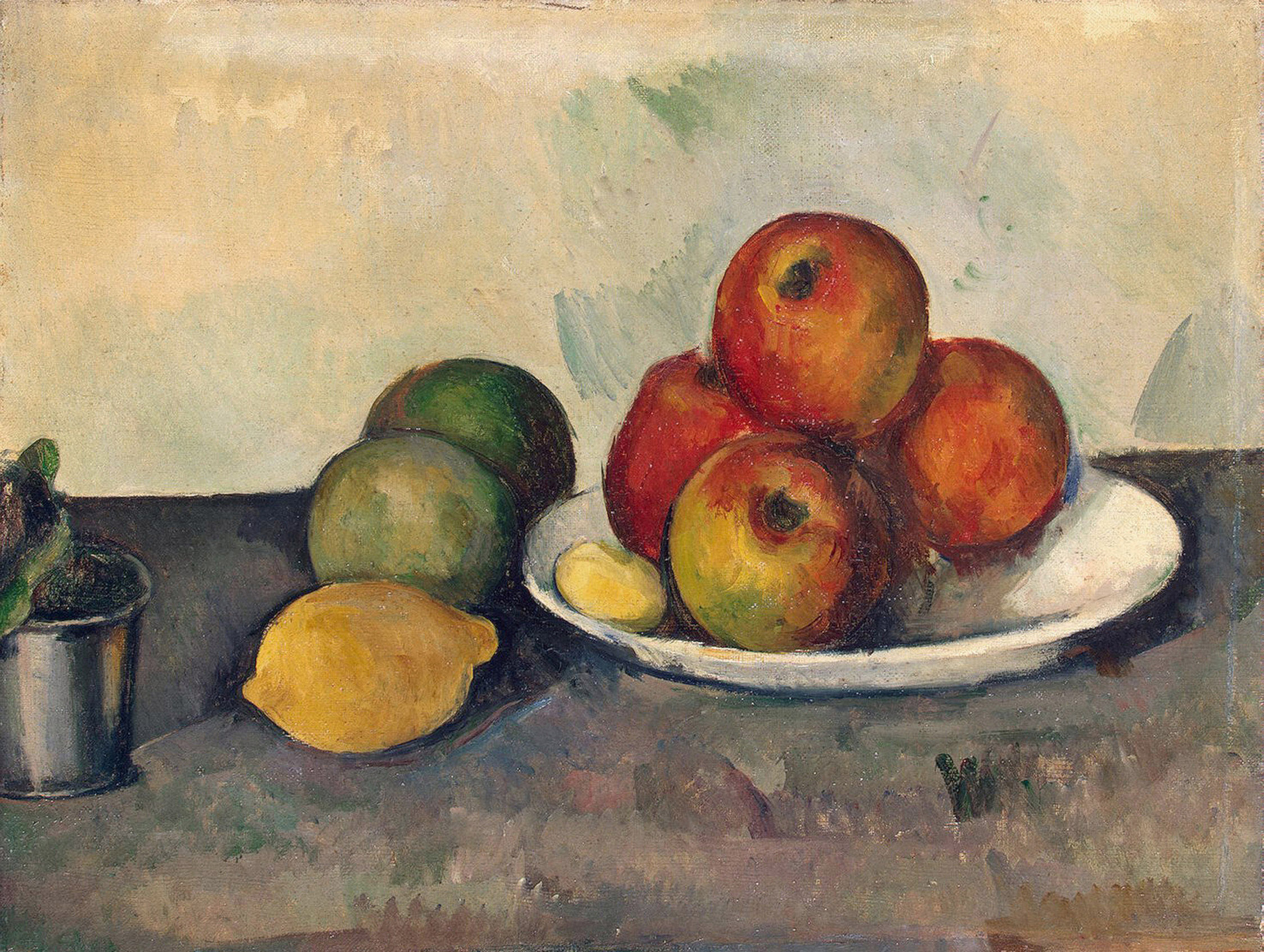
طبيعة صامتة، 1890 م

بول سيزان (بالفرنسية: Cézanne Paul) عاش (إيكس أون بروفونس 1839-1906 م) هو رسّام فرنسي. على غرار زملائه من المدرسة الانطباعية، مارس التصوير في الهواء الطلق (مشاهد طبيعية)، إلا أنه قام بنقل أحاسيسه التصويرية، في تراكيب جسمية وكتلية (ملامح بشرية وغيرها). من أهم الموضوعات التي تعرض لها: الطبيعة الصامتة، المناظر الطبيعية، صور شخصية (بورتريهات)، ملامح بشرية (لاعبو الورق)، مشاهد لمجموعات من المستحِمين أو المستحِمات. كان له تأثير كبير على العديد من الحركات الفنية في القرن العشرين (الوحشية، التكعيبية، التجريدية). ويمكن أن نعتبر أن سيزان أباً للفن الحديث وذلك لأن أسلوبه كان بمثابة المرحلة الانتقالية لتغيير كبير في تاريخ الفن الحديث حيث انتقل فن التصوير بفضل تجاربه من المدرسة التي نشأت في نهاية القرن التاسع عشر الي المدرسة التجريدية الحديثة التي تكونت في القرن العشرين.

## حياته وأعماله
ولد سيزان في التاسع عشر من يناير عام 1839 بمدينة (إكس آن بروفانس) القريبة من مارسيليا من عائلة ثرية وزامل في دراسته الأولى في كلية بوربون الكاتب الكبير إميل زولا وبعد أن أمضى فترة من الوقت في دراسة المحاماة نجد أنه فضّل التحول إلى دراسة الفن الذي شعر بميل له وبعد أن ذهب سيزان إلى باريس في عام 1861 انتسب إلى الأكاديمية السويسية وتعرف هناك على المصور بيسارو الذي صار من أخلص أصدقائه كما تعرف على بقية المصوريين التأثيرين مونيه، مانيه، رينوار، سيزلي وبازيل وصادق منهم مونيه ورينوار.
تقدم سيزان بلوحاته للعرض في صالون 1866 إلا أنها رُفِضت وكان سيزان في تلك الفترة يعلم نفسه بنفسه مثلما فعل معظم فناني تلك الفترة فصار يتردد على اللوفر لينقل من صور أعمال العظماء واعجب بمصورى البندقية وفناني الباروك كما أعجب بأعمال بوسان وأوجين ديلاكروا وتعرف على أعمال مانيه وكوربيه في معارضهما المنفردة في عام 1867. وتعكس أعمال المرحلة الأولى من حياته الفنية 1860 – 1870 تأثر بدومييه وديلاكروا وميلا إلى المذهب الرومانتي. فموضوعاته مسرحية وألوانه قاتمة وسميكة وأسلوبه ممتلئ بالحركة. إلا أننا نلاحظ ظهور أسلوب جديد في أعماله منذ عام 1873 اختفت فيه النزعة الرومانتية وذلك نتيجة لاعتناقه النظرية التأثيرية بفضل تأثير المصور بيسارو عليه عندما انتقل معه إلى بلدة إنفر في نهاية عام 1872 حيث نصحه بدراسة الطبيعة وترك الألوان القاتمة واستخدام مجموعة ألوان نقية فاتحة تظهر فيها الإضاءة الشمسية التأثير وتتضح هذه المرحلة الانتقالية في فنه في لوحته التأثيرية (المنزل المعلق) 1873 التي اشترك بها في أول معارض التأثيريين الذي أقيم في منزل نادار عام 1884 نلاحظ في هذه اللوحة أن سيزان مزج بين أسلوب مرحلته الأولى وأسلوبه الجديد فنجد أنه بالرغم من استخدامه للألوان القاتمة إلا أن لمسات فرجونه صارت قوية على أن هذه اللوحة قوبلت بالسخط من النقاد. واستثناء لوحة شخصية تقدم بها للمعرض الثالث عام 1877 لم يشترك سيزان في معارض التأثيريين بعد ذلك.

## الفترات المهمة في حياته
تأثر سيزان بالنقد الذي قوبلت به أعماله في معارض التأثيريين فقرر في أواخر السبعينات أن يجعل من التإثيرية شيئا متينا خالدا مثل فنون المتاحف وذلك عن طريق ربط التأثيرية ببعض الأساليب الكلاسيكية فنبذ الفرجون الخشنة التي كان الانطباعيون يستخدمونها للتعبير عن البعد الثالث كما ترك طريقتهم في معالجة المنظور والضوء والظلال ورفض أن يقلد الطبيعة التي يرسمها وبدأ يبحث عن حلول جديده مبتكره للوصول الي أهدافه واستطاع في النهاية أن يرى في العناصر الطبيعية التي يرسمها أشكالا هندسية بدلاً من الأشكال الطبيعية وكان يملأ هذه المساحات بعد ذلك بمساحات من الألوان.
توصل سيزان الي الحلول التي كان يبحث عنها في أعمال المرحلة الثالثة التي بدأت منذ عام 1880 وهي السنة التي تفرقت فيها مجموعة التأثيريين. وطبق أسلوبه الجديد المتحرر من التأثيرية في اللوحات التي رسمها بعد عودته إلى بلدته إكس في عام 1882 وتوفر له ذلك في اللوحات التي صور فيها جبل سان فيكتوار في الفترة 1885 – 1887. ويتضح ذلك في لوحة (قمة سان فيكتوار) ونلاحظ في هذه اللوحات الطبيعية أن سيزان بحث في القوانين الهندسية التي تتحكم في تكوينها ورأى فيها الإسطوانة والكرة والمخروط وعبر عن ذلك بلمسات قوية بالفرشاة وفي أثناء نقله لهذه الأشياء كان يعيد تركيبها فيضيف إليها ما يستحق الإضافة ويستبعد منها ما لا يستحق التسجيل ونلاحظ في لوحته السابقة أن الشجرة الموجودة في أمامية اللوحة تساعد على أحداث فن ومتانة هندسية ولذلك يعتبر سيزان مؤسس مدرسة التصوير الحديث حيث مهدت نظرياته الطريق الي ظهور المذهبين : التكعيبي والتجريدي.
ويتضح في لوحات سيزان الطبيعية صراعا بين البعد الثالث للطبيعة الذي اهتم به الكلاسيكيون وبين البُعد الثاني للتصميم الذي فضله سيزان ولقد نتج عن ذلك التناقض ظهور تحريفات في لوحاته التي رسمها من وجهات نظر متعددة. كما لم يهتم بالنسب وبعد المنظور ويمكن ملاحظة ذلك بصفة خاصة في لوحات الطبيعة الساكنة التي أكثر من رسمها ويتضح ذلك في لوحة (طبيعة ساكنة مع سلة فواكة) 1889 – 1890 إذ نرى بعض العناصر فيها وكأنها مرسومة من الأمام والبعض الآخر من زاوية علوية كما يبدو سطح المنضدة مائلا عند رسم بعض الأشياء ومستقيما عند رسم أشياء أخرى.
وصل سيزان القمه في أسلوبه الكلاسيكي في الأعمال التي عرضت في المعرض الذي أقامه التاجر فولار عام 1895 واتضح ذلك في لوحات مجموعات الأشخاص التي اهتم برسمها في آخر حياته ونلاحظ في تصميم هذه اللوحات أن سيزان راعي صلابة البنيان الهندسي وحبكة التأليف وكانت اللوحة تستغرق منه مددا طويلة ومن أجمل هذه الأعمال لوحات (لاعبو الورق) التي رسمها في الفترة 1885 – 1890 وتوضح إحداها 1890 حبكة التصميم الجديد الذي تميز به سيزان. (وقد صور سيزان خمس لوحات لهذا الموضوع لوحة بمتحف اللوفر بها مجموعة من خمسة أشخاص ثلاثة لاعبين ومتفرجان – ومجموعة من أربعة أشخاص ثلاثة لاعبين ومتفرج بمتحف اللوفر – ومجموعة من أربعة أشخاص ثلاثة لاعبين ومتفرج بمعهد كورتولد بلندن وثلاث لوحات بها لاعبان في مجموعات خاصة وفي اللوفر).

## الأرث
لقد أعجب بأعمال سيزان جماعة الرمزيين كما أشاد بأعماله التكعيبيون ثم التجريديون بعد مشاهدة المعرض الذي أقيم له عام 1907 بعد وفاته. وما إن جاء عام 1920 حتى نسي الناس علاقته بالتأثيريين ونظروا إليه على أنه المصور الذي حطّم الشكل الطبيعي وأعاد صياغته وبذلك مهّد لنظرية الفن التجريدي الحديث الذي ظهر في القرن العشرين.

## معرض الصور

### الرسومات

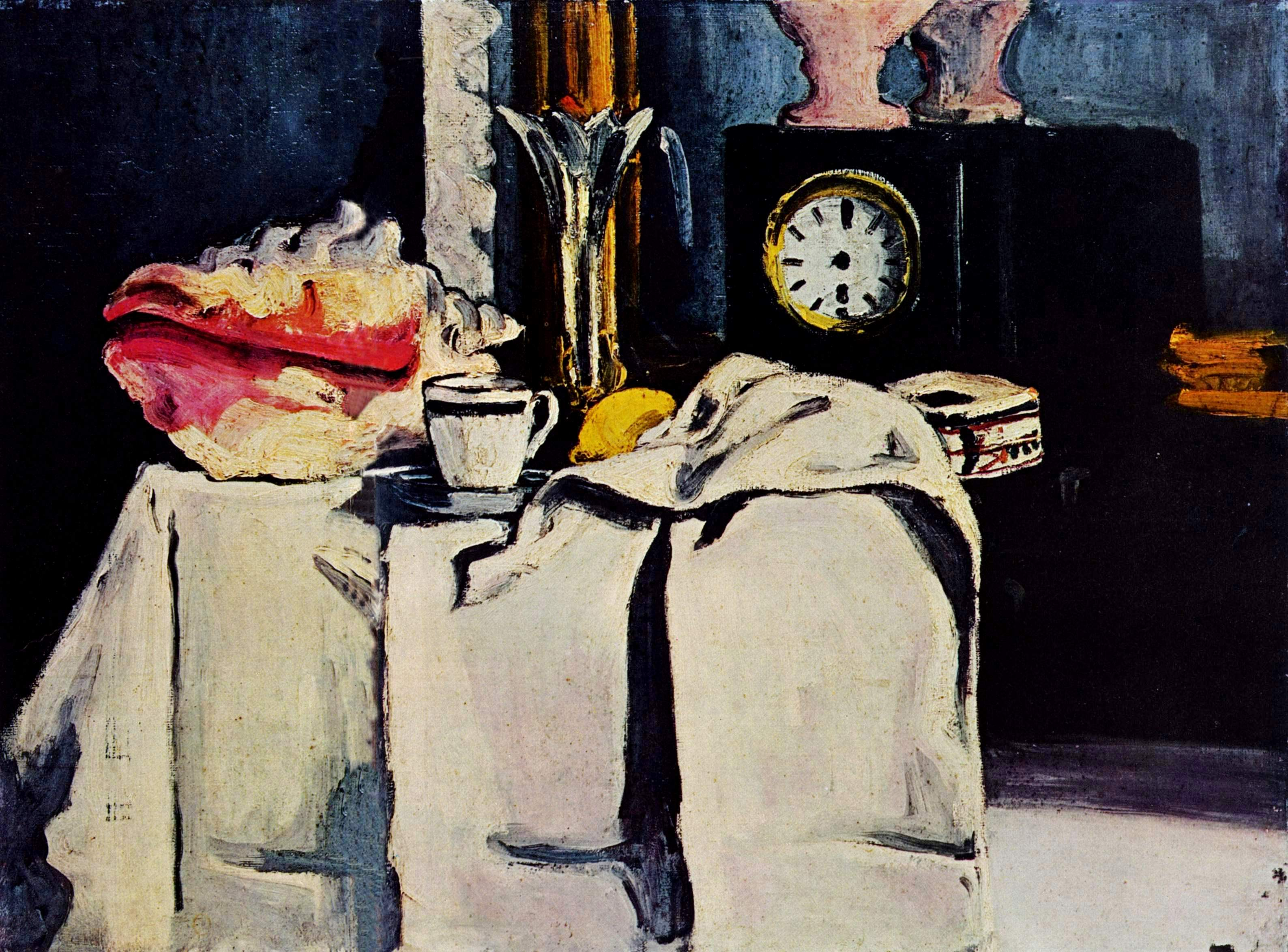
ساعة الرخام الأسود 1869–1871
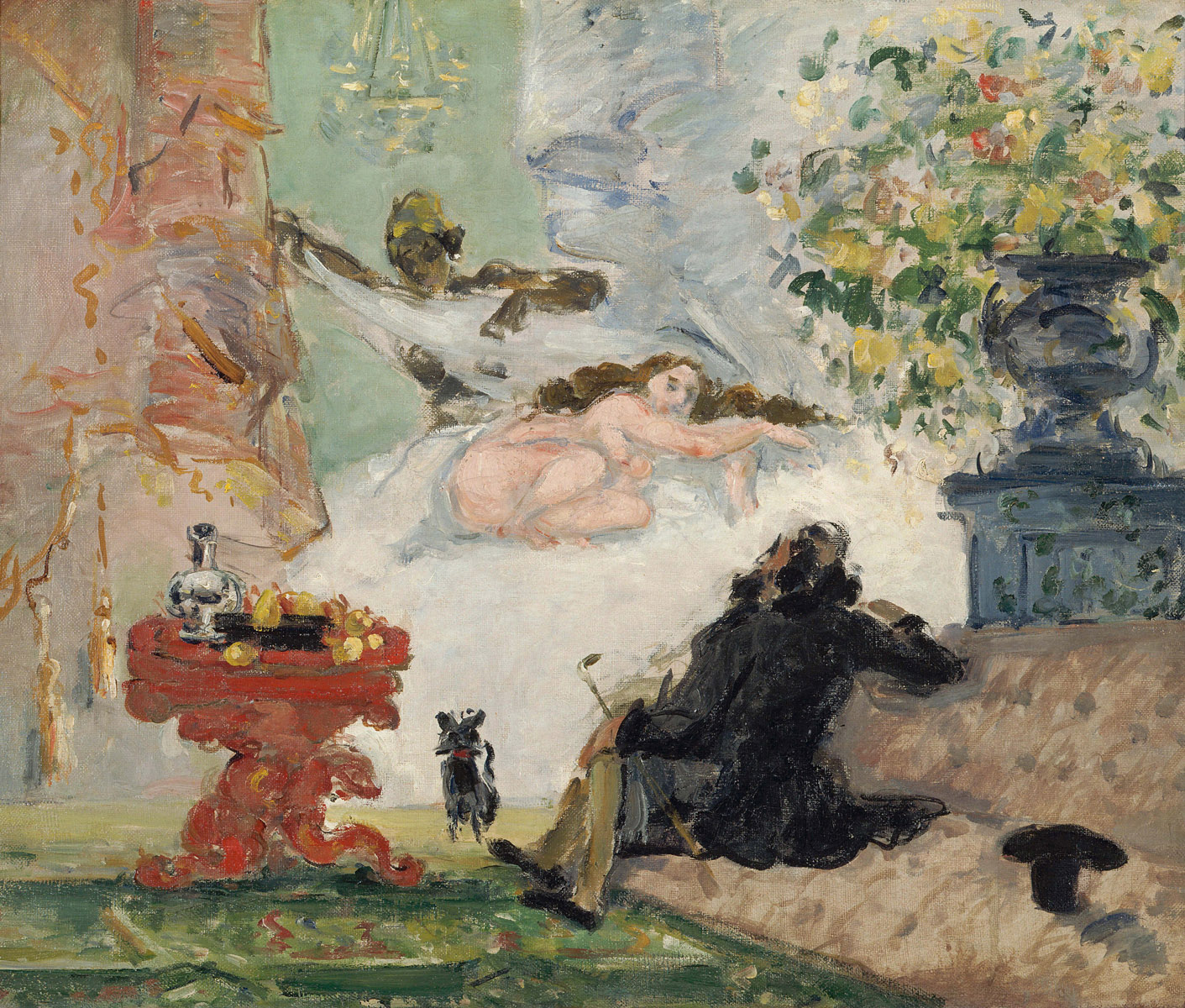
أوليمبيا الحديثة 1873–1874 متحف أورسيه, باريس
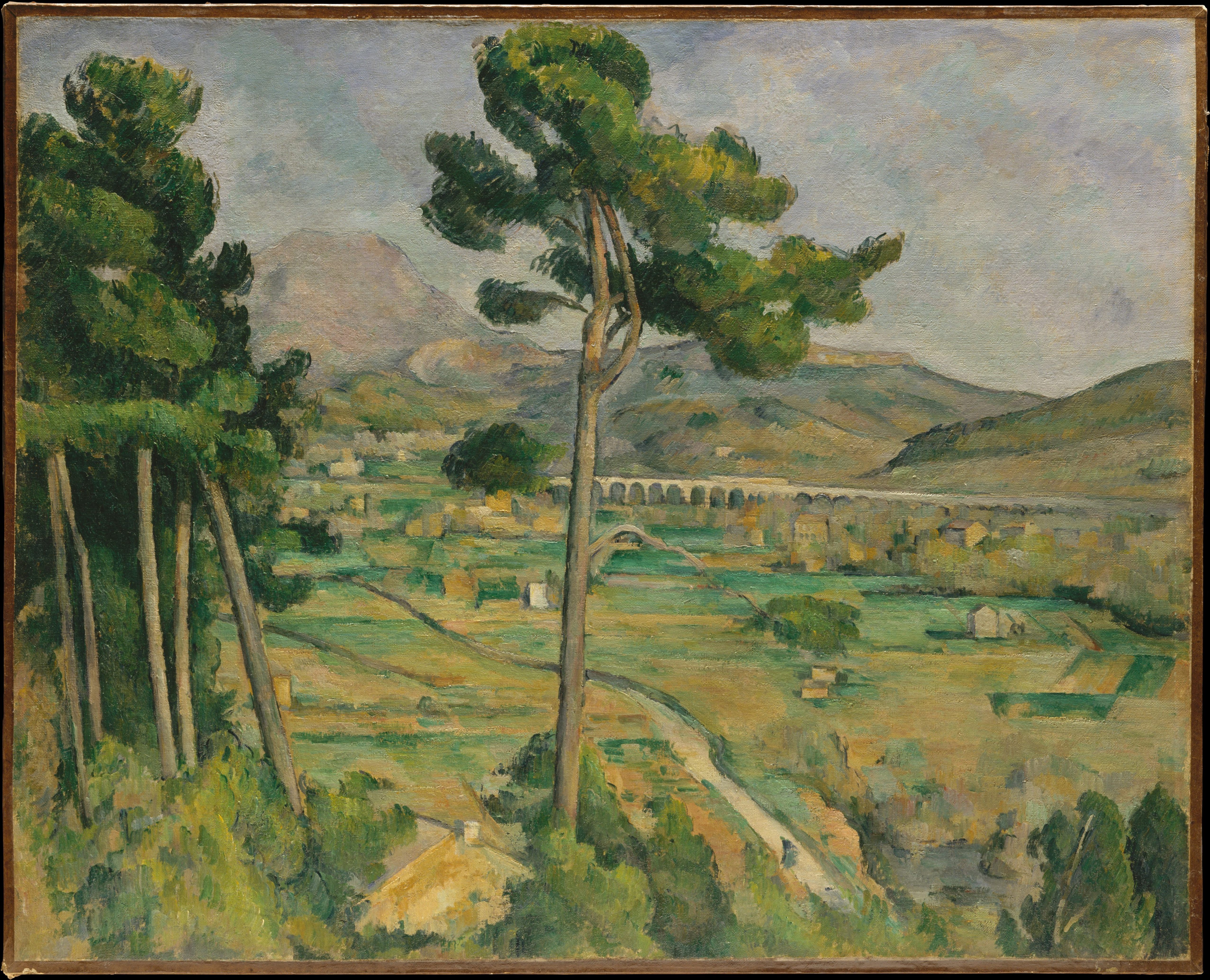
جبل سانت فيكتوار (سيزان) 1882–1885 متحف المتروبوليتان للفنون
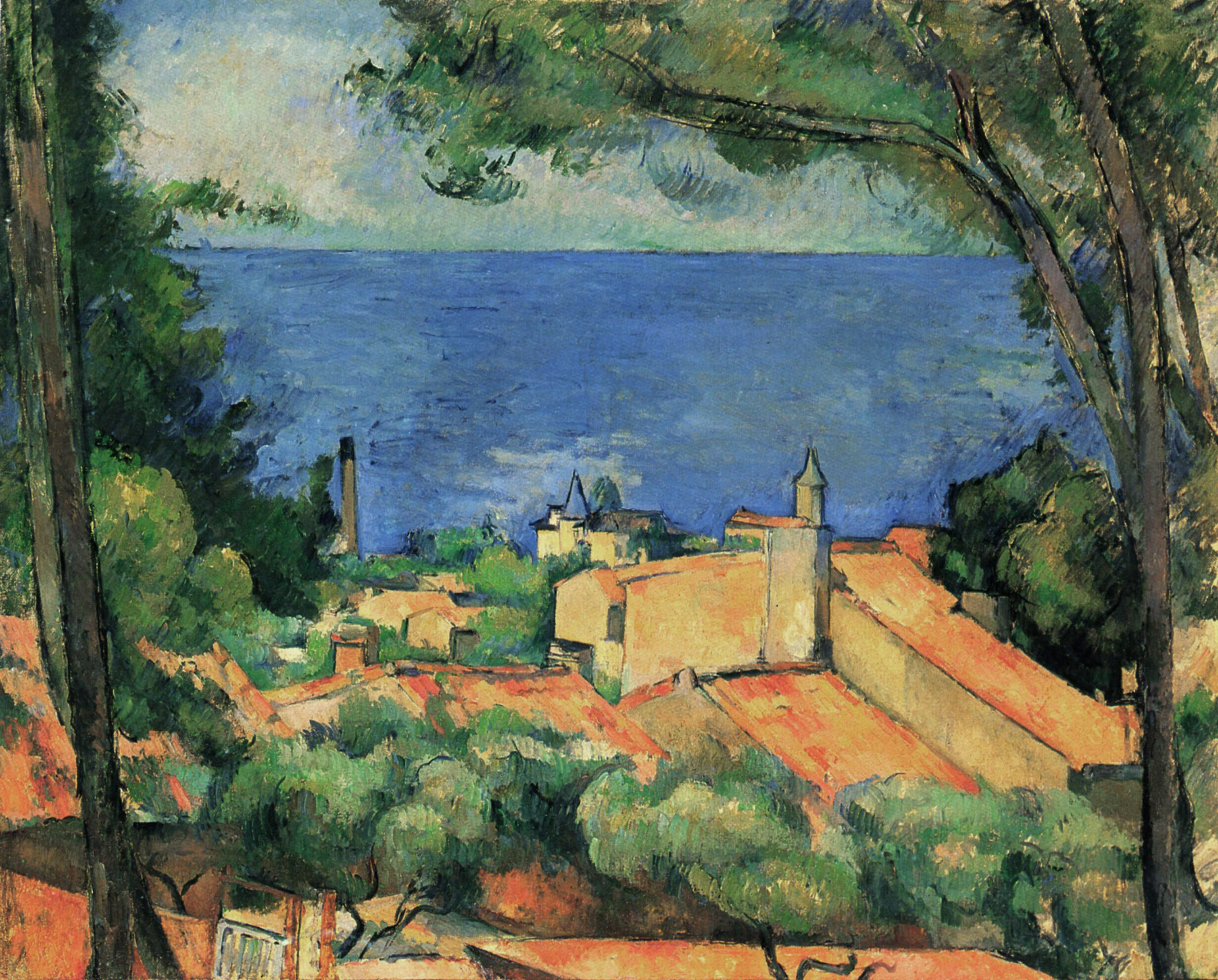
ليستاك 1883–1885
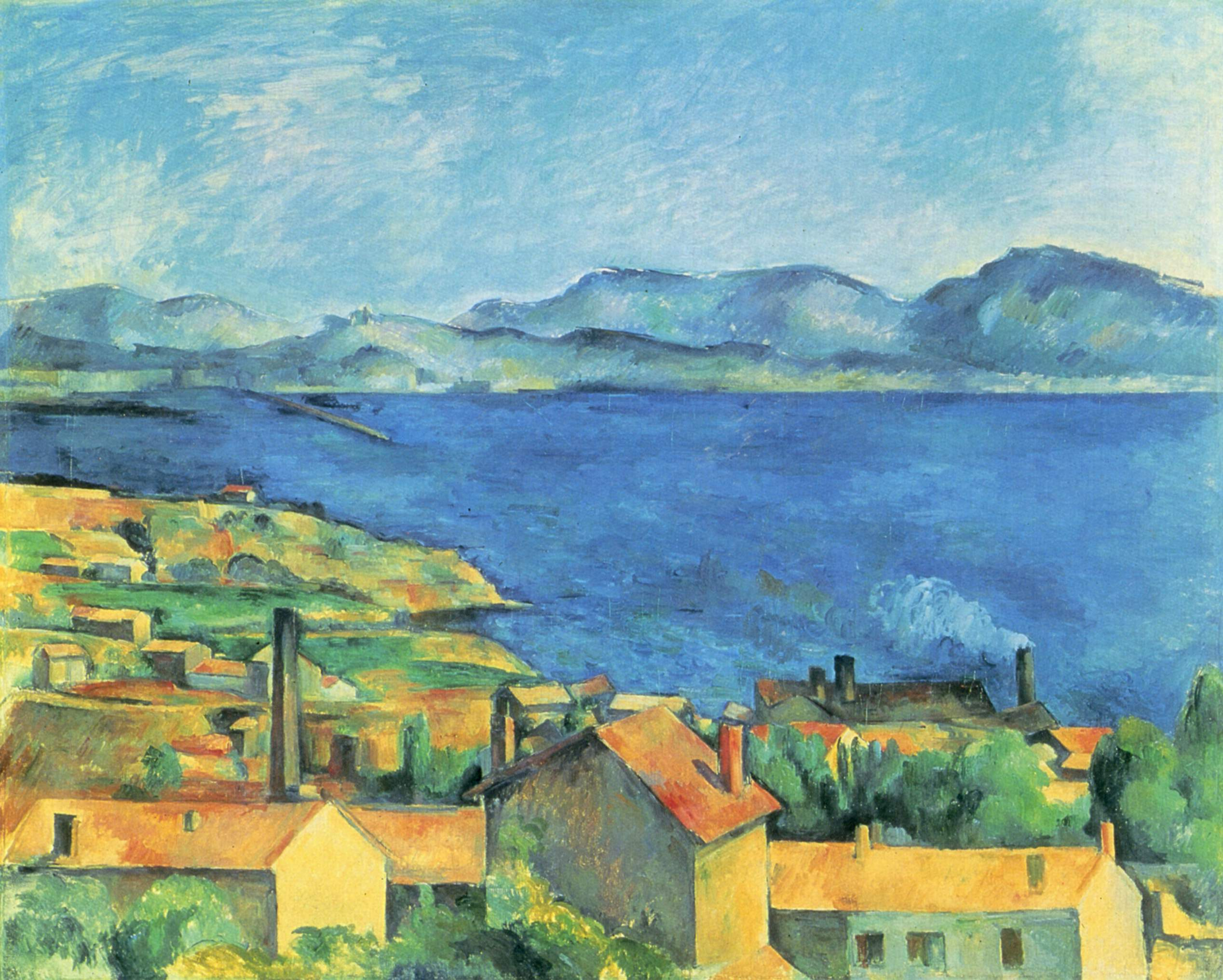
خليج مرسيليا، منظر من L'Estaque 1885
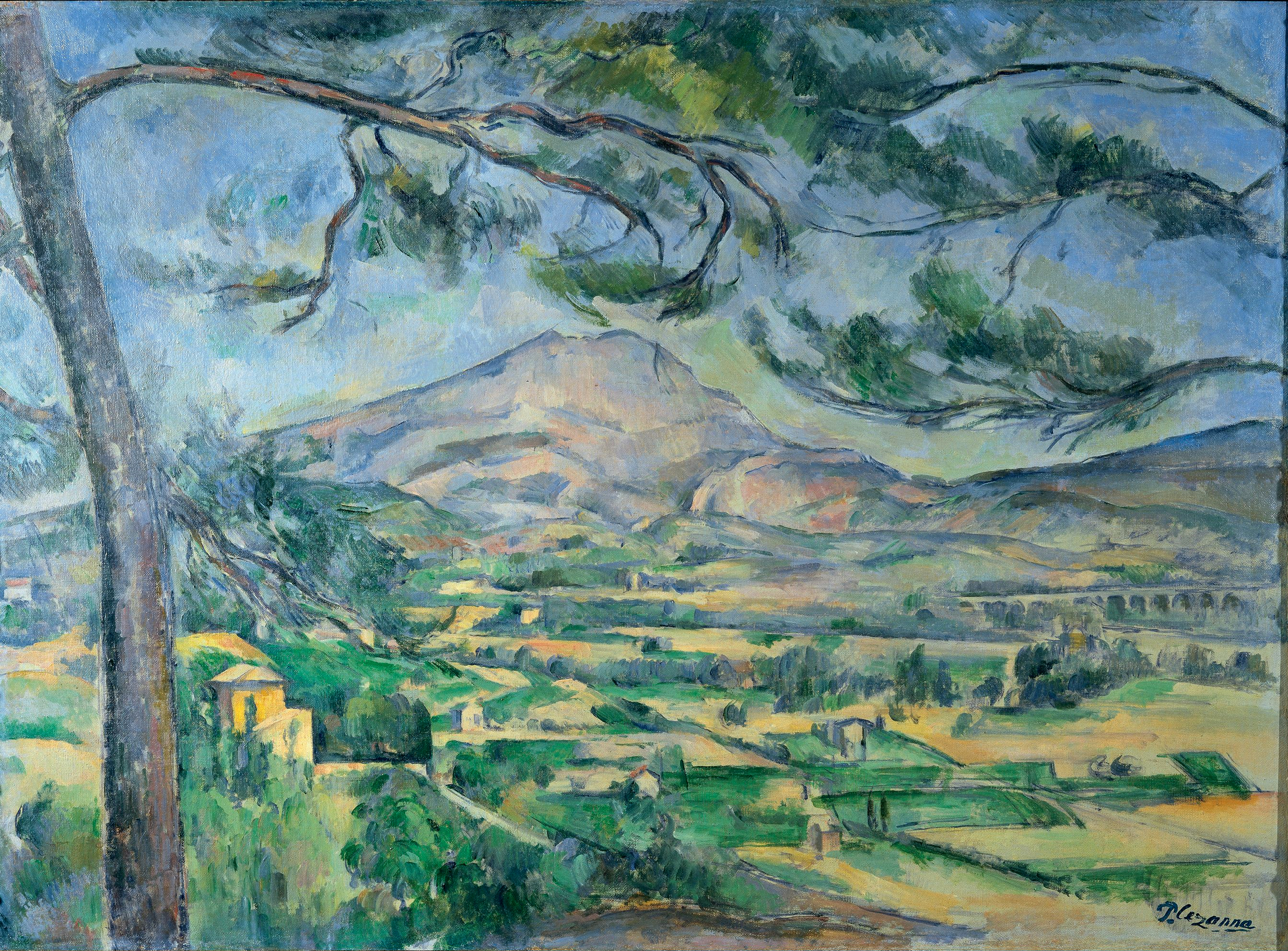
جبل سانت فيكتوار (سيزان) 1885–1887 Courtauld Institute Galleries، لندن
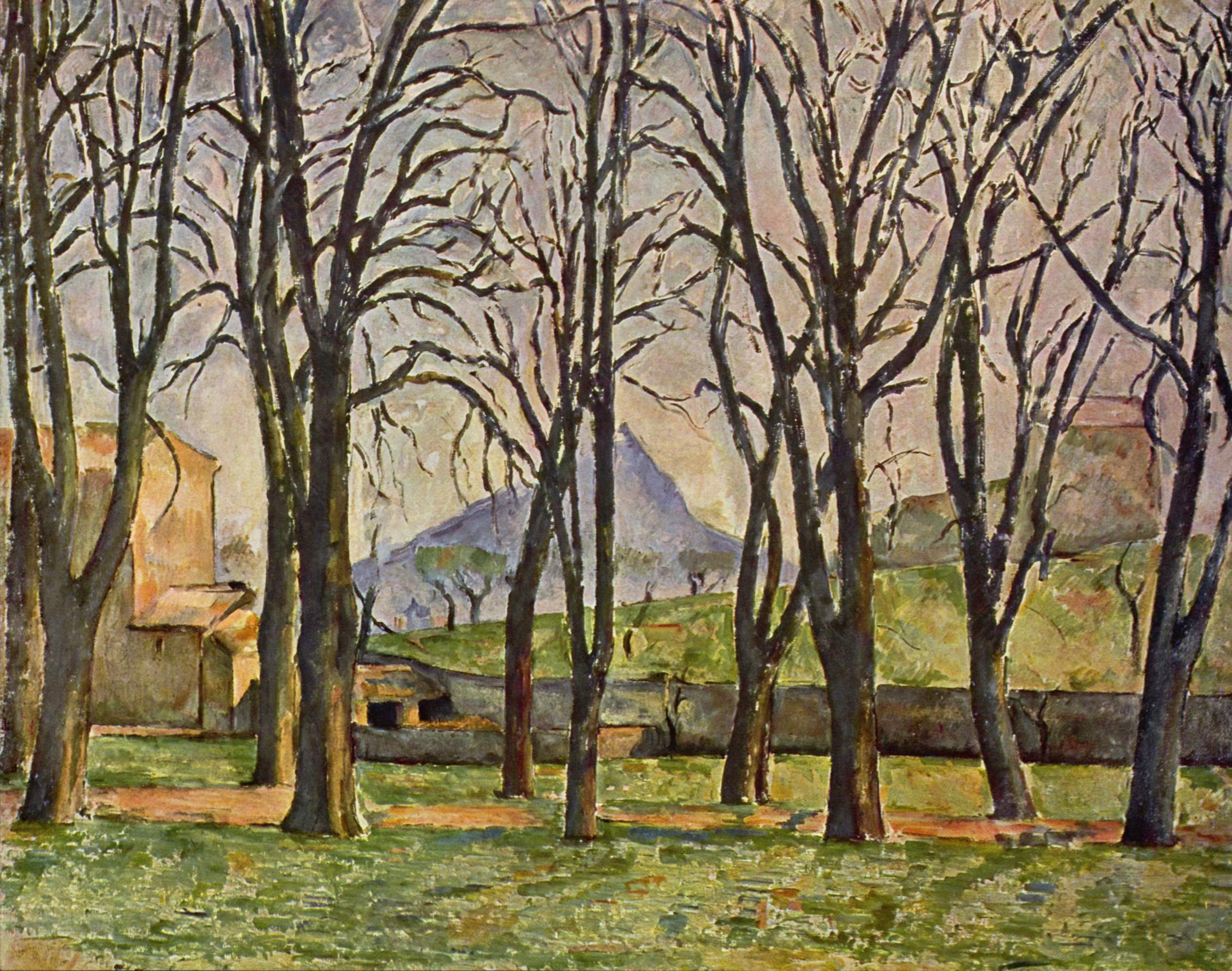
جاس دي بوفان 1885–1887 معهد منيابولس للفنون
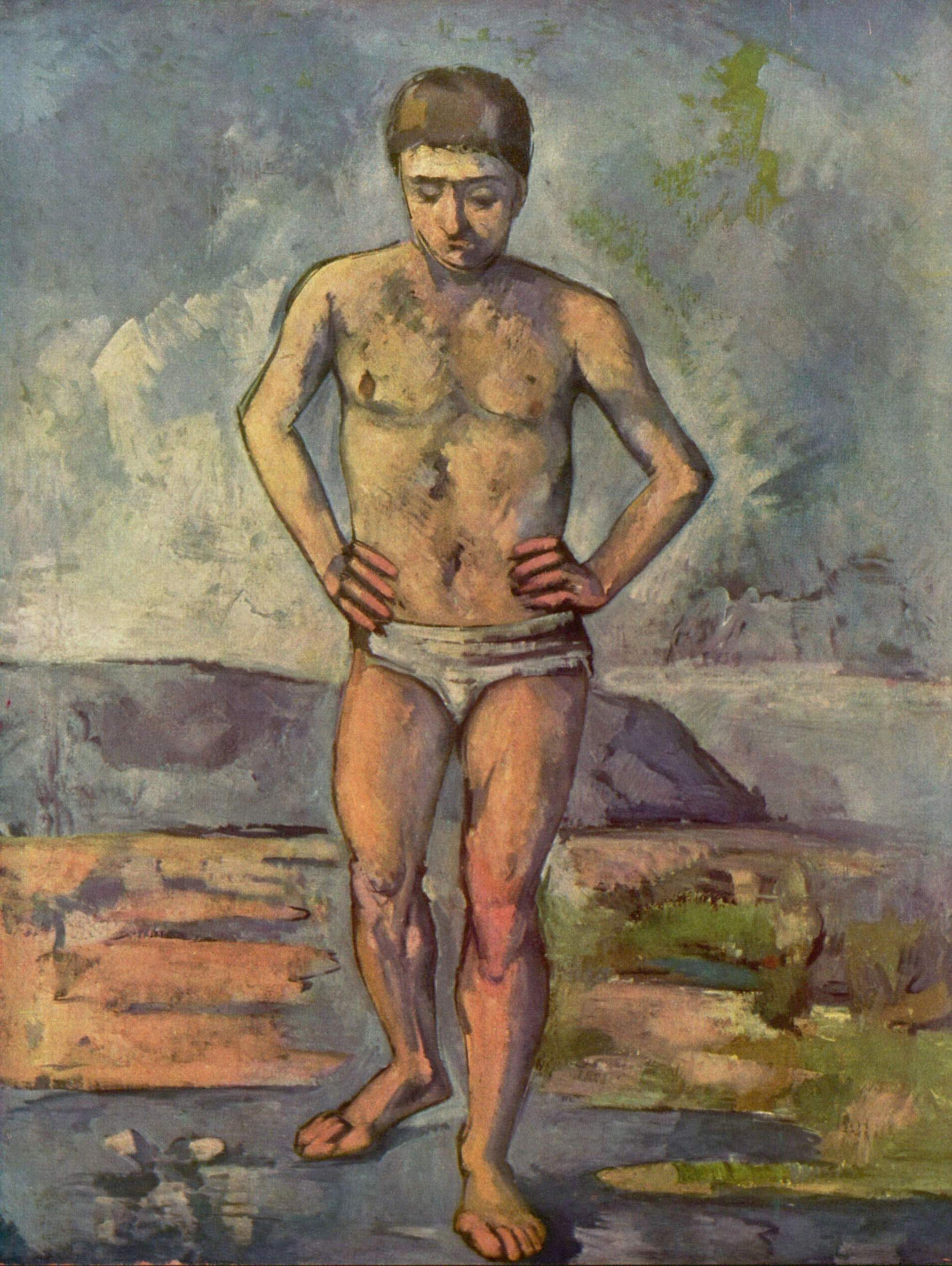
مغتسل 1885–1887 متحف الفن الحديث (نيويورك)
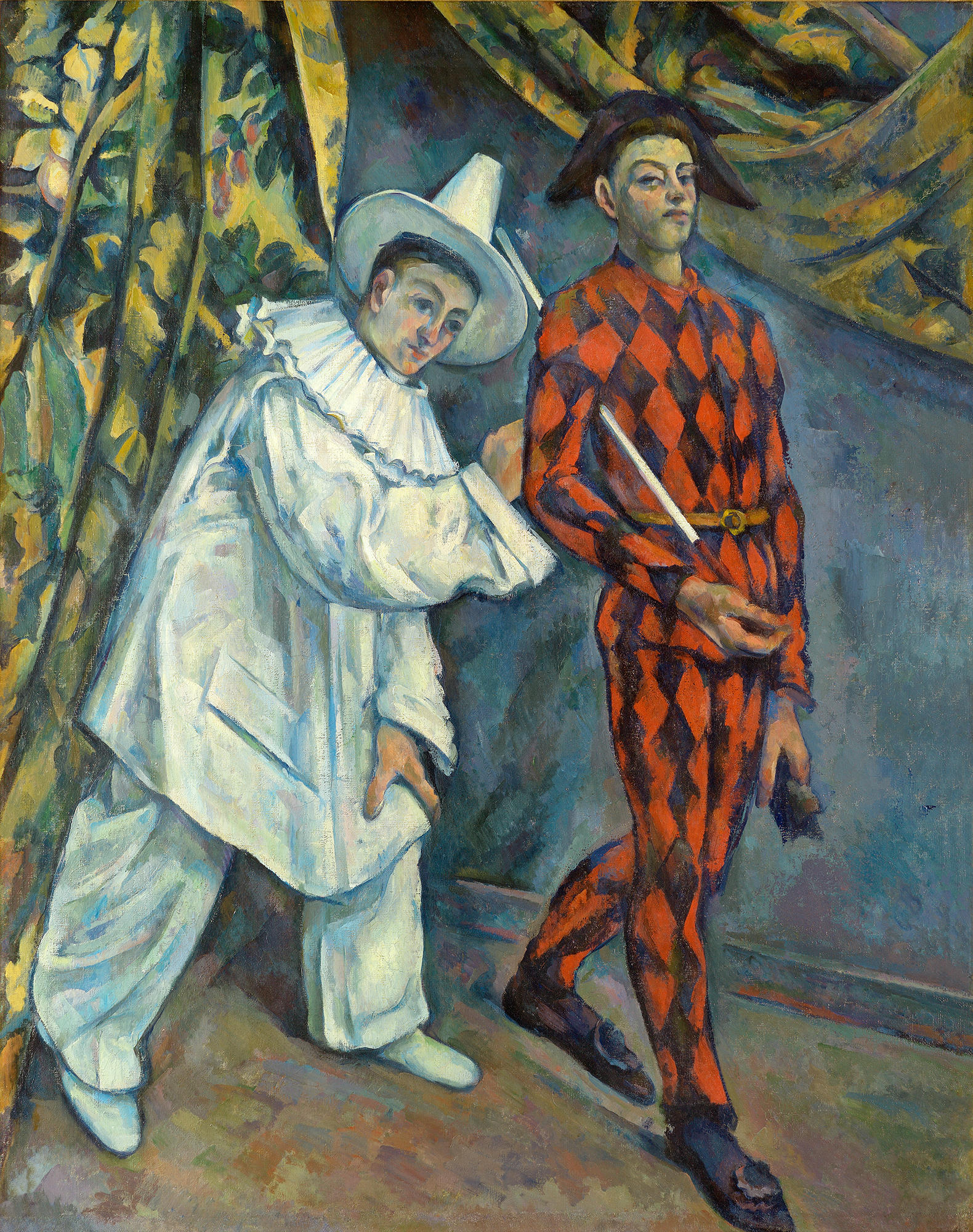
ليلة سريعة (ماردي غرا) 1888 متحف بوشكين، موسكو
صبي يرتدي سترة حمراء 1888–1890 المعرض الوطني للفنون (واشنطن)
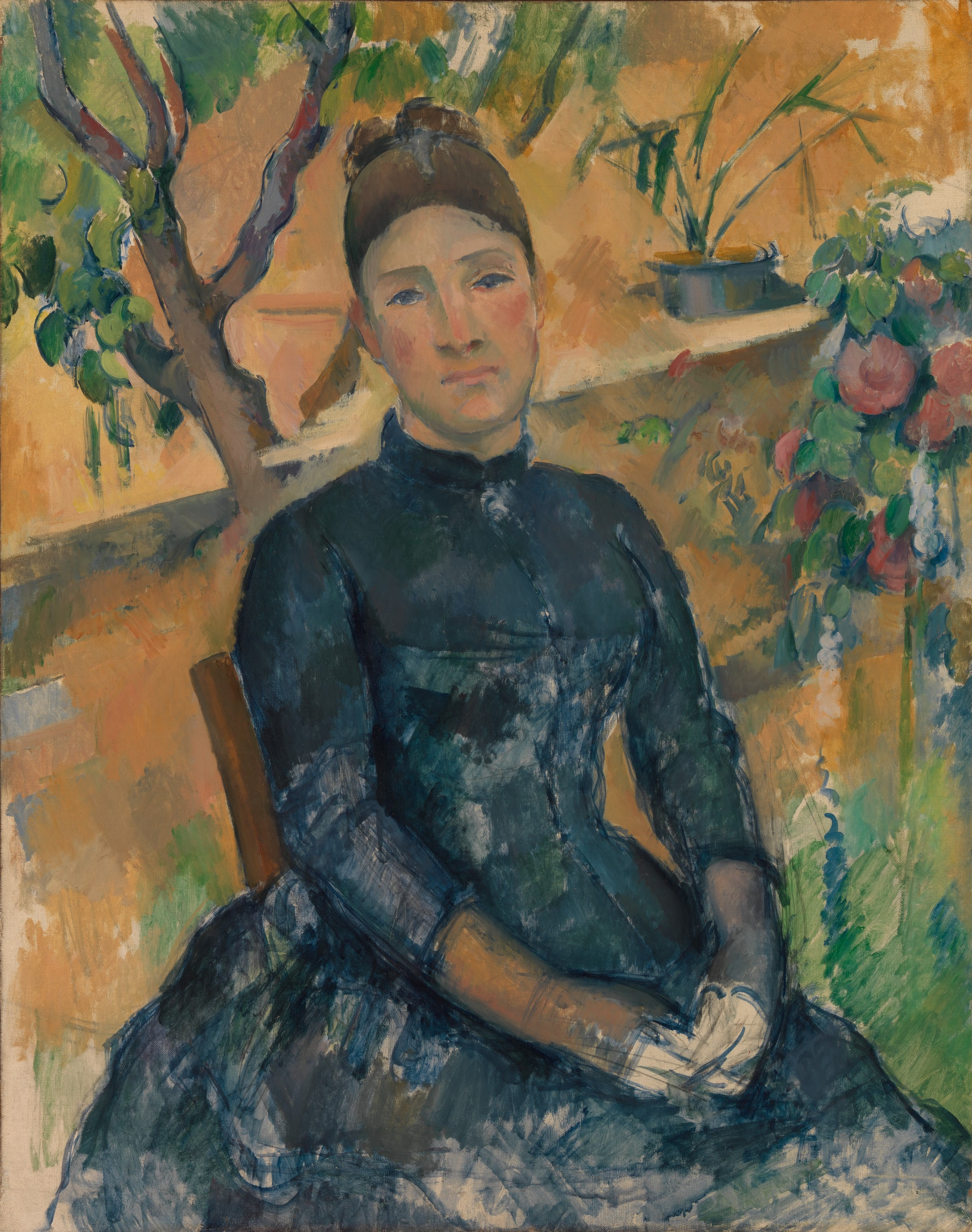
السيدة سيزان في الدفيئة 1891–1892 متحف المتروبوليتان للفنون
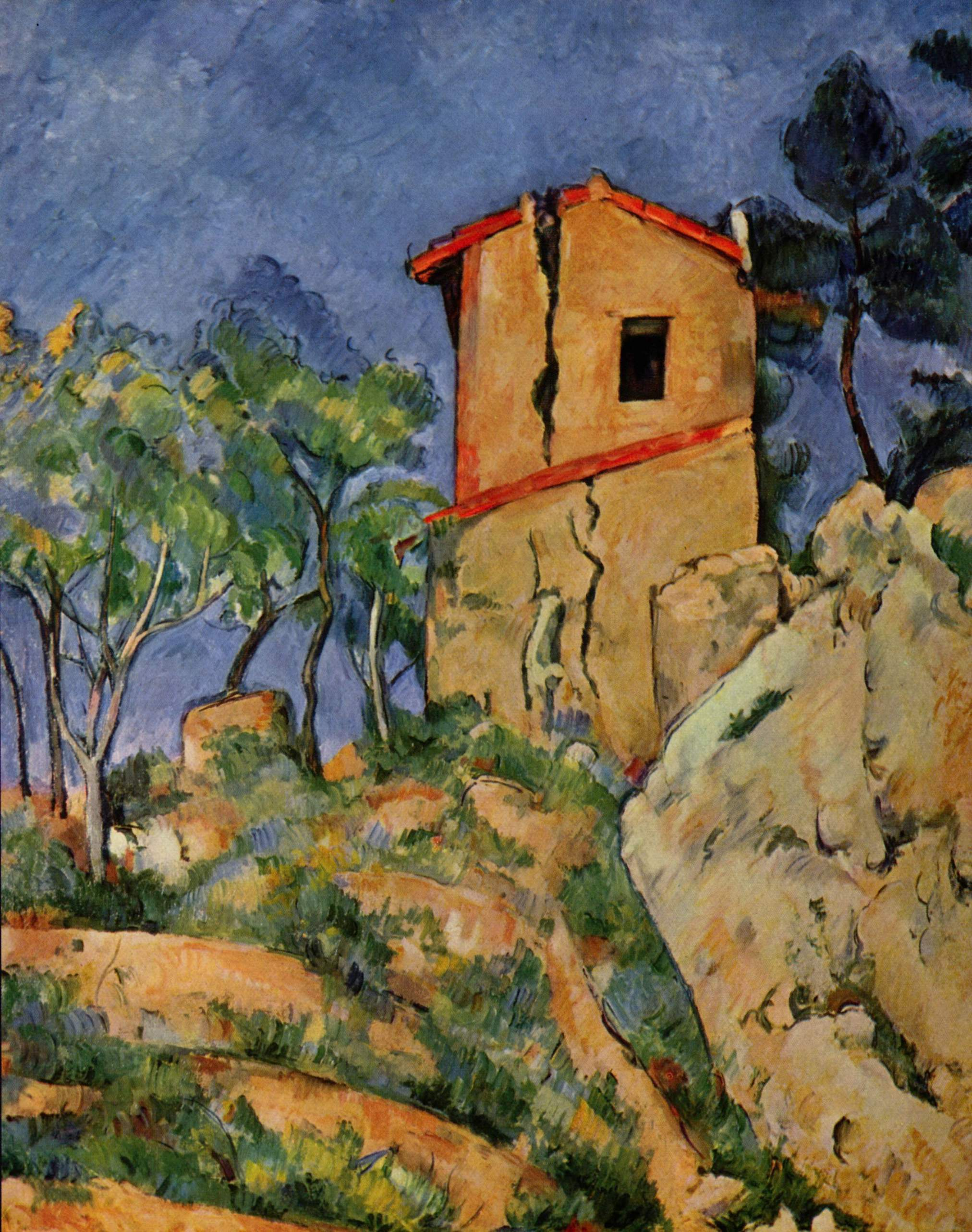
البيت ذو الجدران المتفجرة 1892–1894 متحف المتروبوليتان للفنون
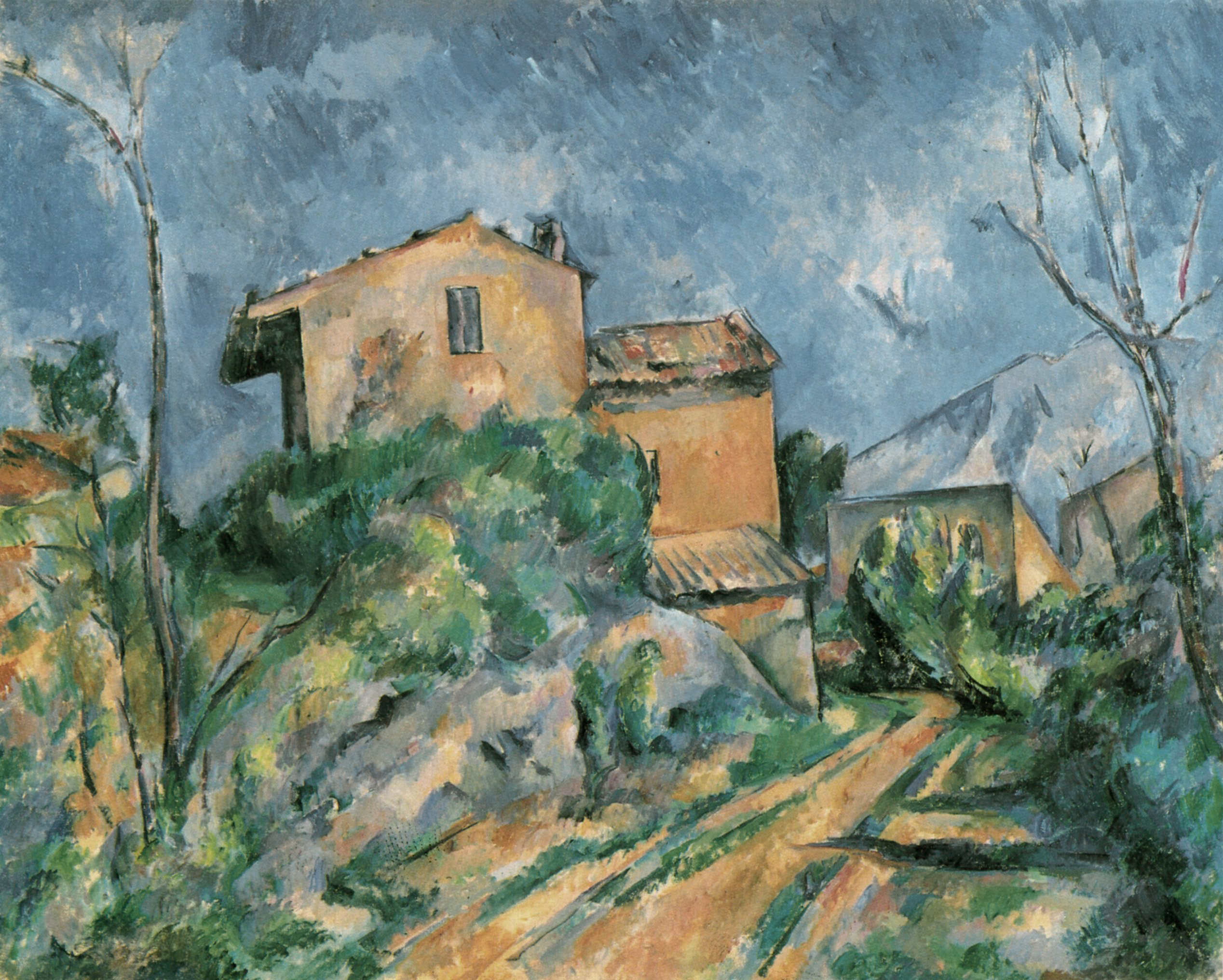
ميزون ماريا في الطريق إلى القصر الأسود 1895 متحف كيمبل للفنون، فورت وورث (تكساس)
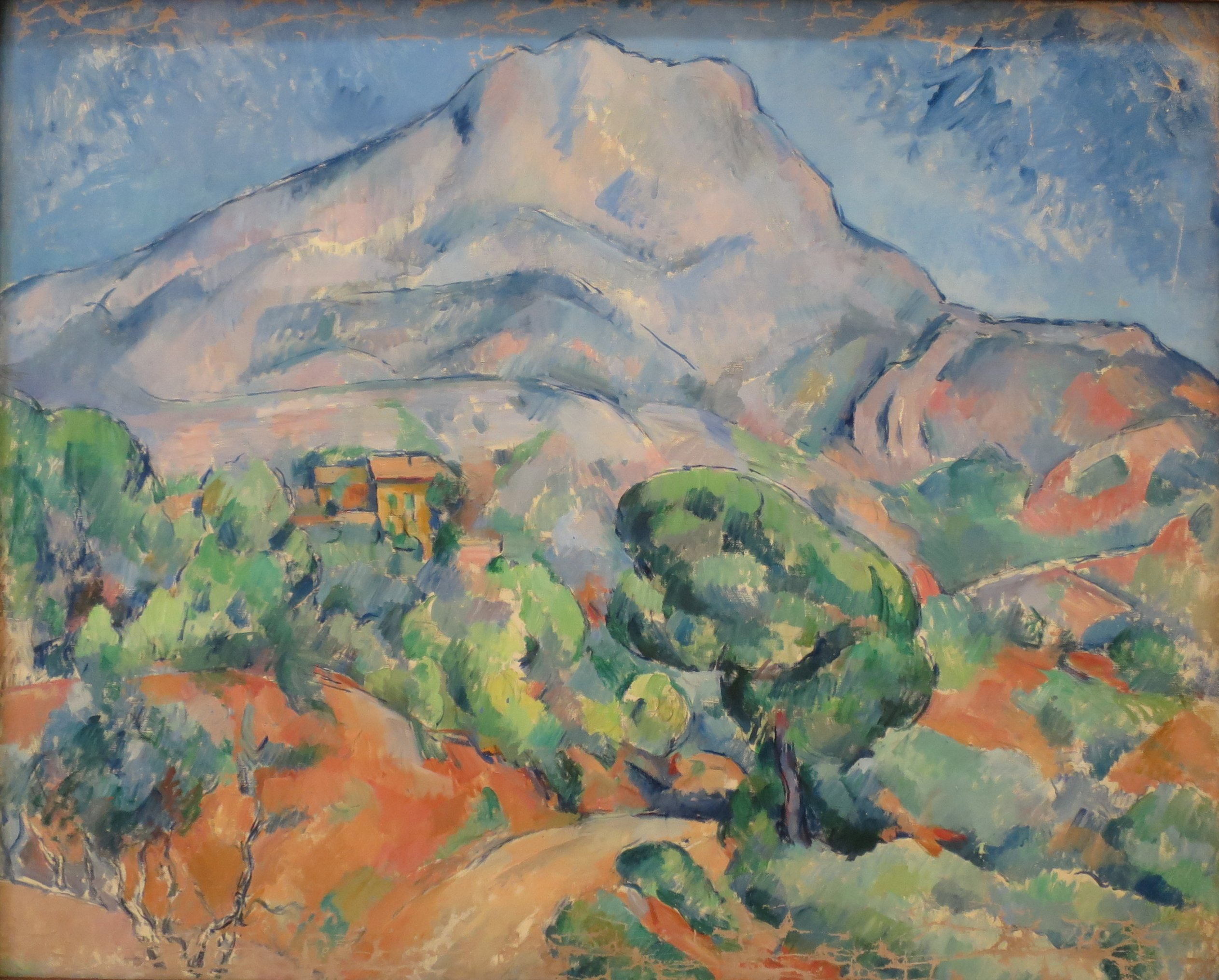
الطريق أمام الجبال، سانت فيكتوار 1898–1902 متحف الإرميتاج، سانت بطرسبرغ
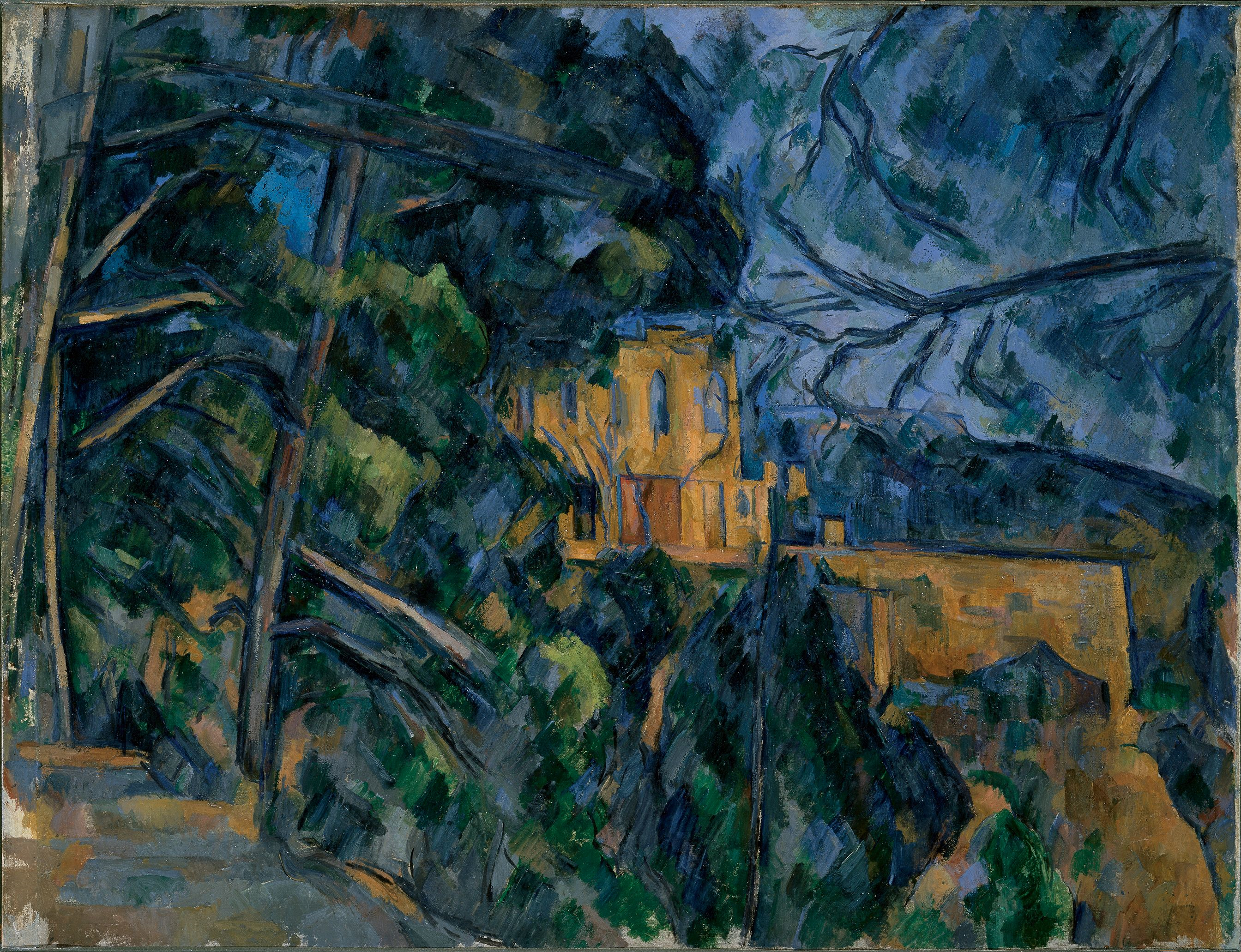
القلعة السوداء 1900–1904 المعرض الوطني للفنون (واشنطن)
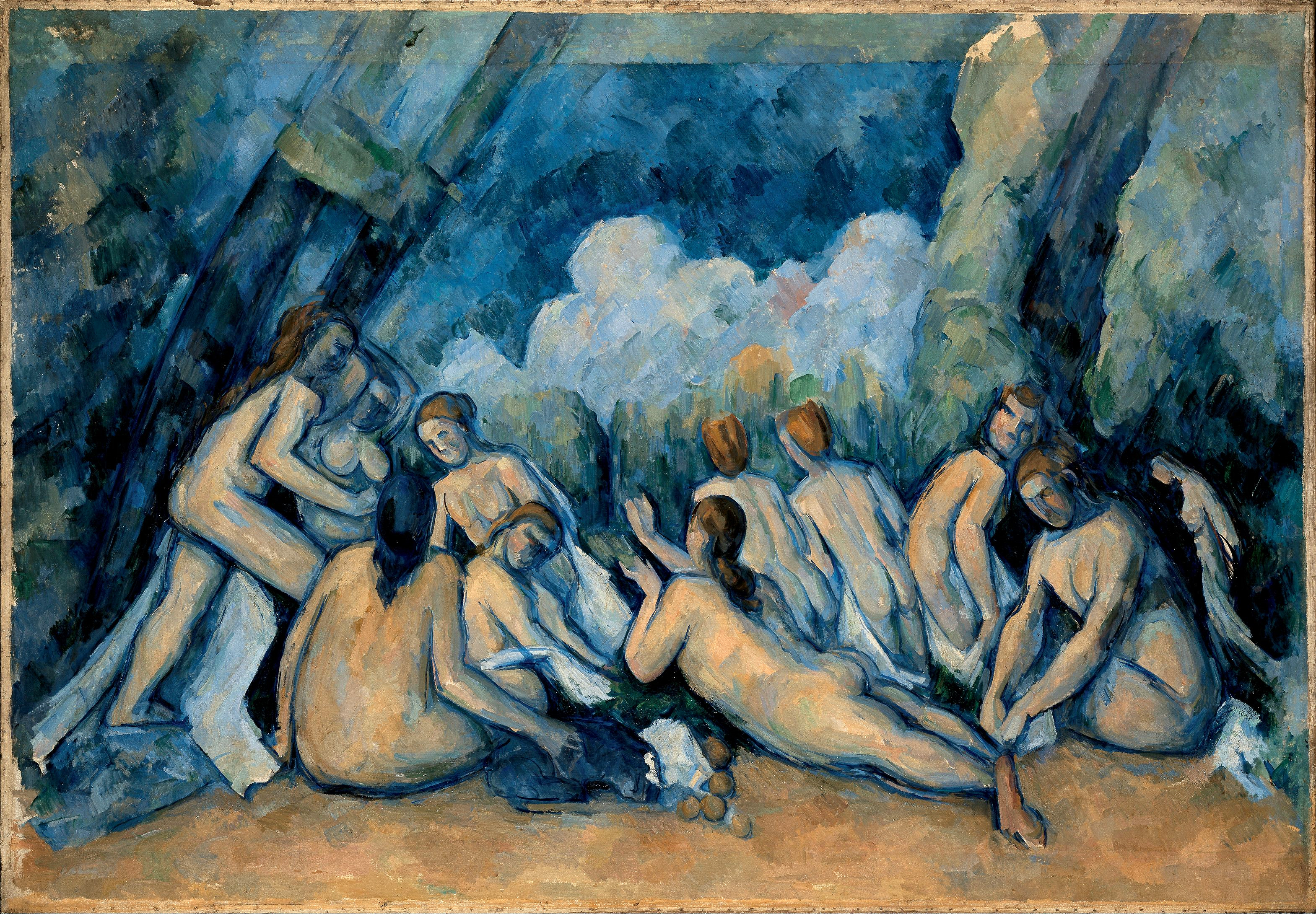
المستحمات 1898–1905 المعرض الوطني (لندن)، لندن

### الطبيعة الصامتة

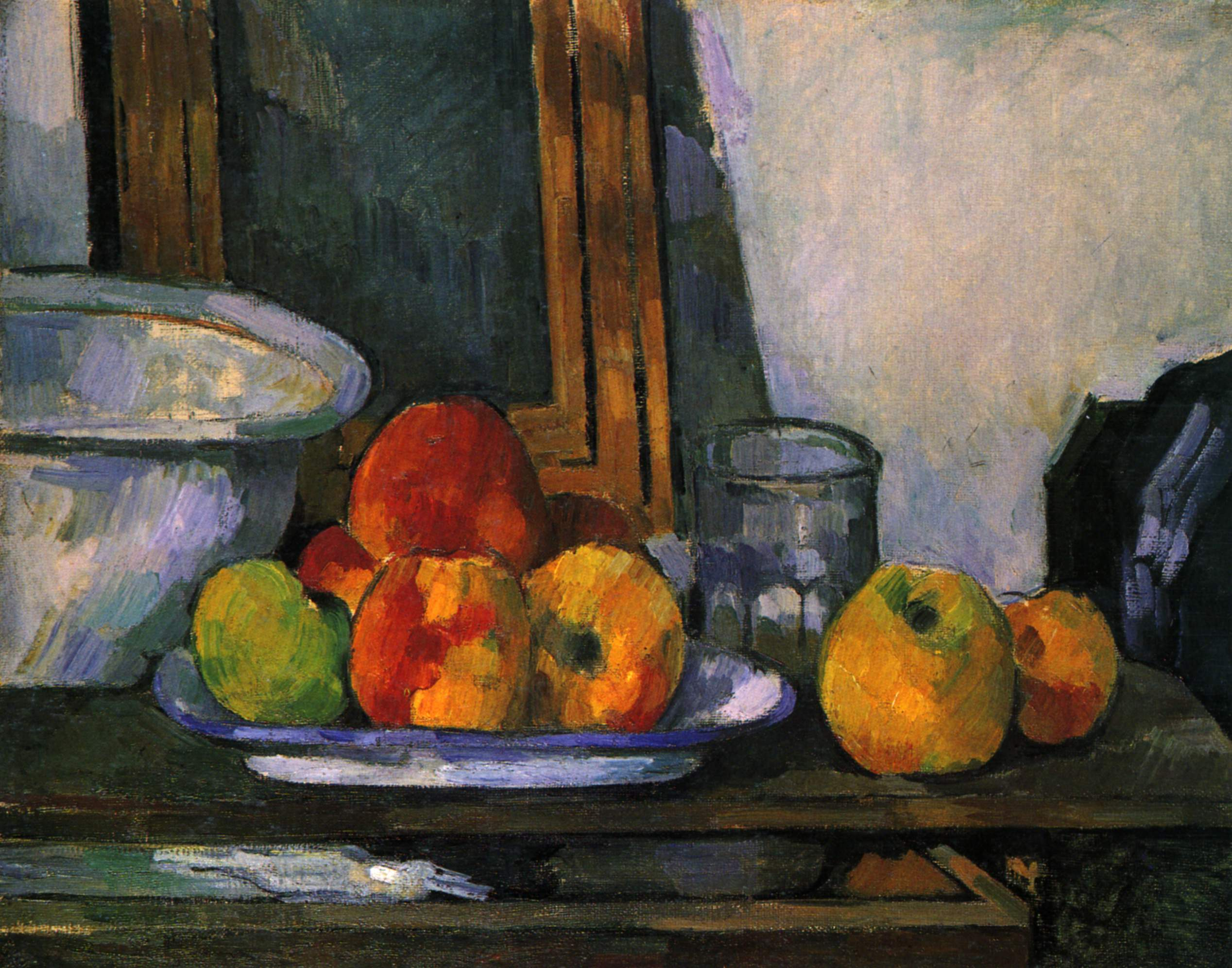
طبيعة صامتة مع درج مفتوح 1877–1879
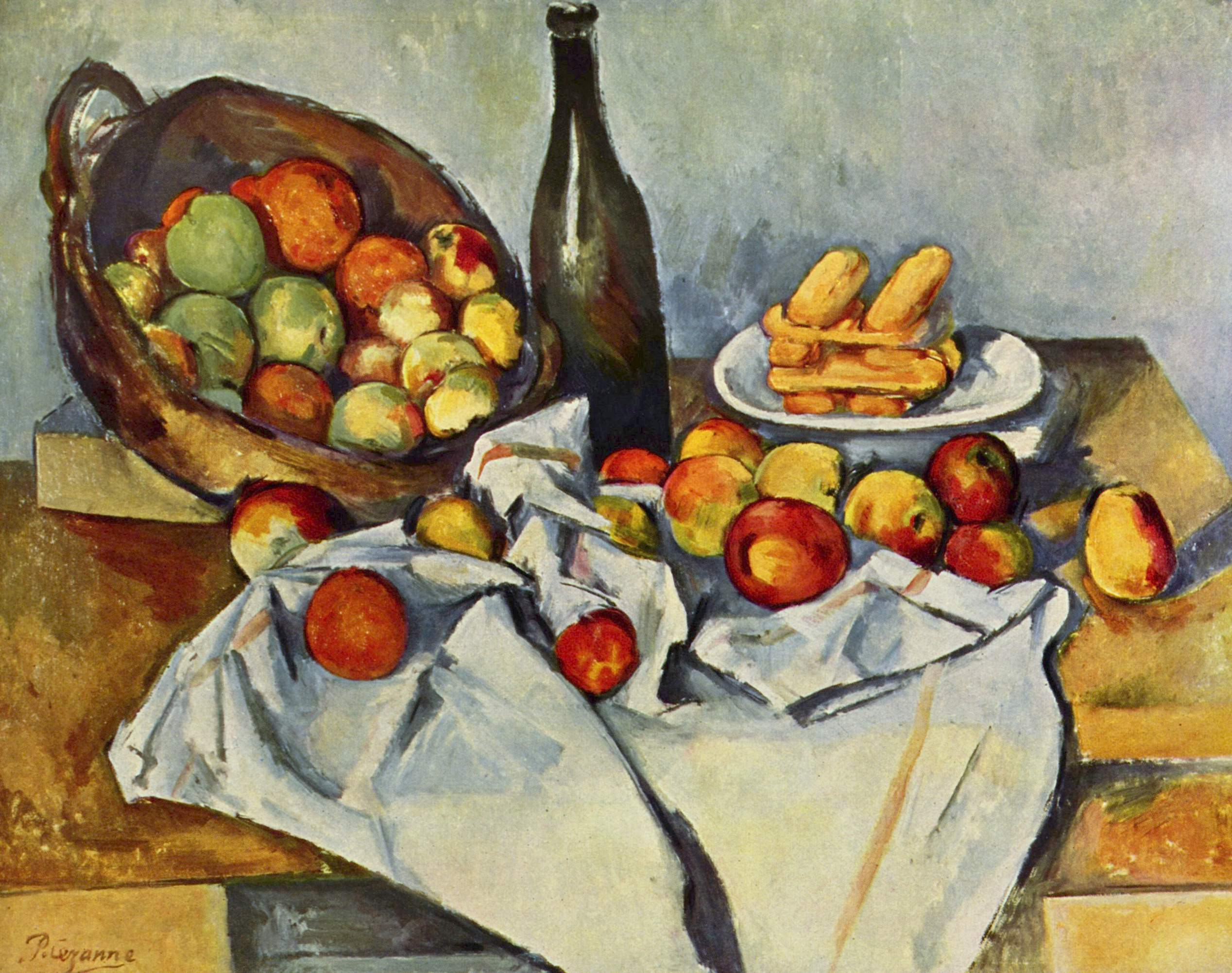
سلة التفاح  [لغات أخرى]‏ 1890–1894 معهد الفن (شيكاغو)
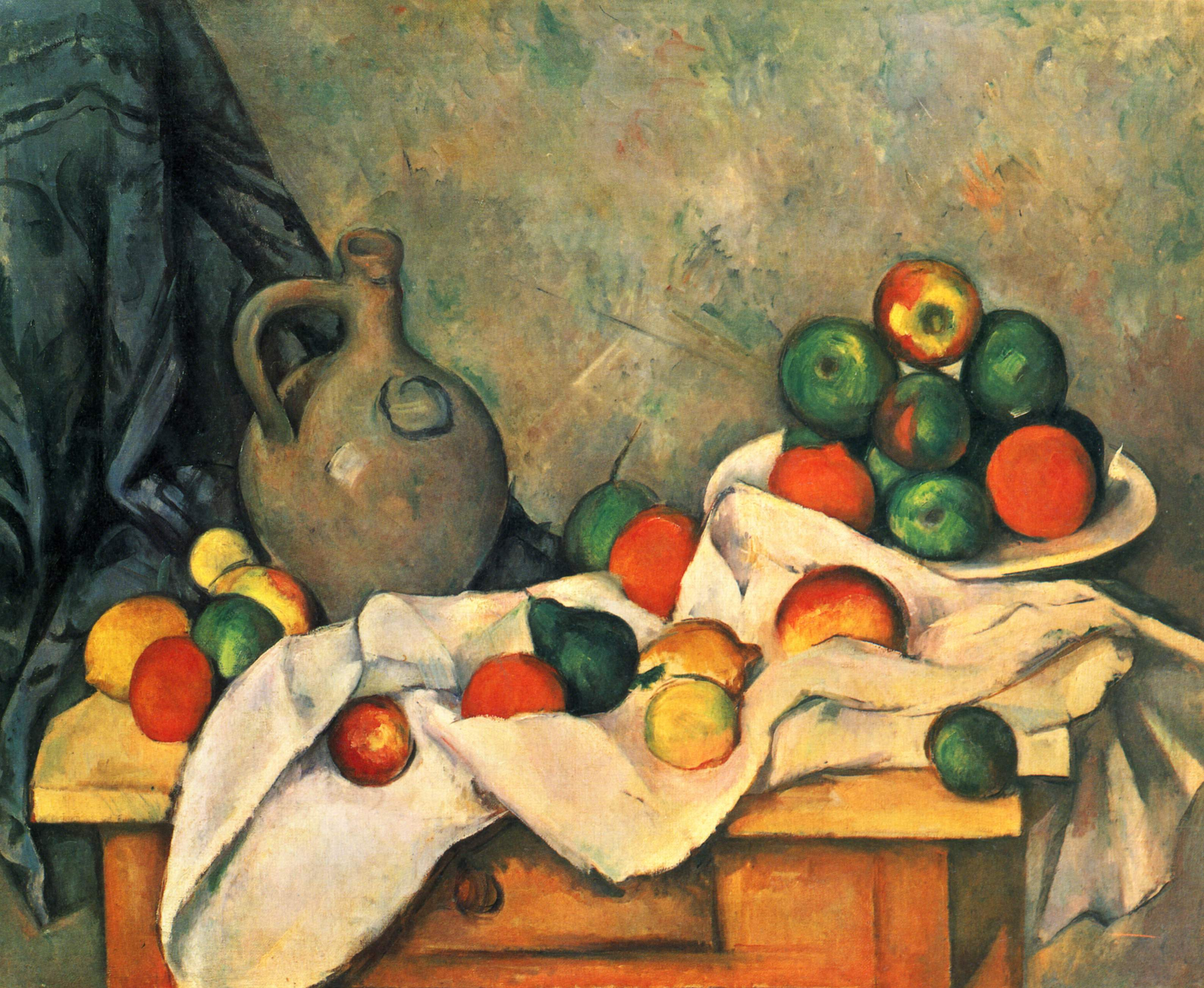
طبيعة صامتة، ستائر، إبريق، ووعاء فاكهة 1893–1894 متحف ويتني للفن الأمريكي، نيويورك
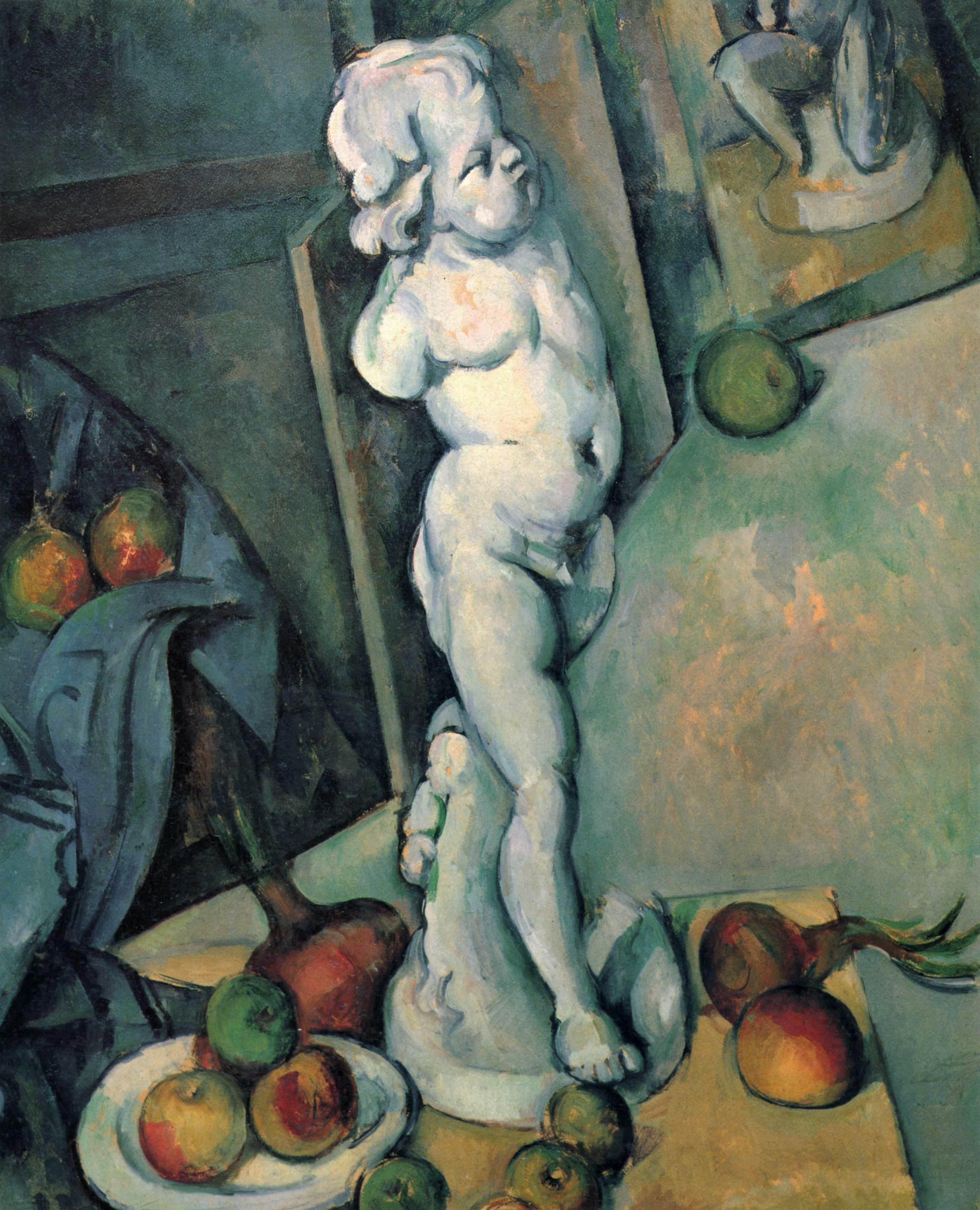
طبيعة صامتة مع الكروب 1895 معرض معهد كورتولد، لندن

### الألوان المائية

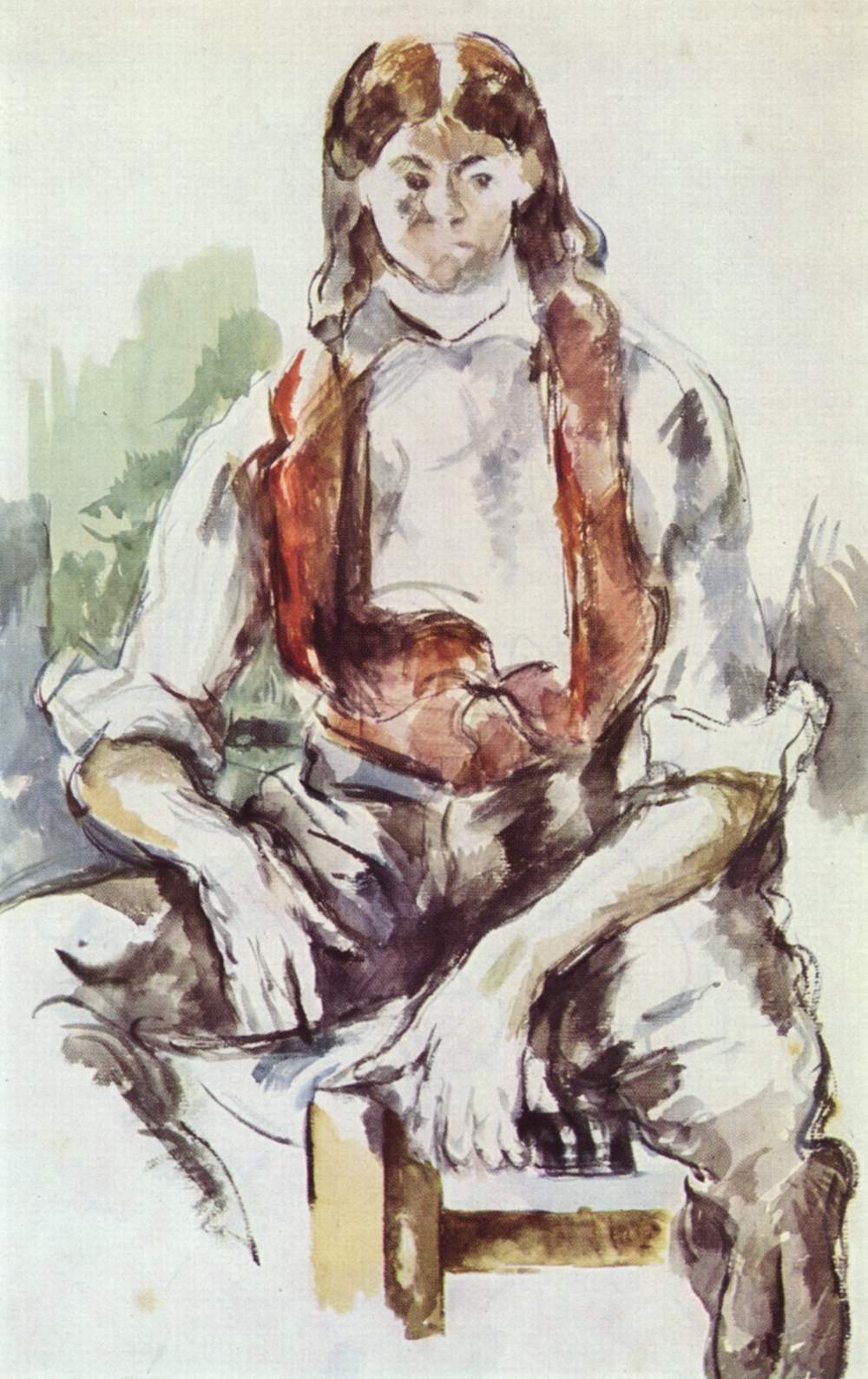
صبي ذو سترة حمراء 1890
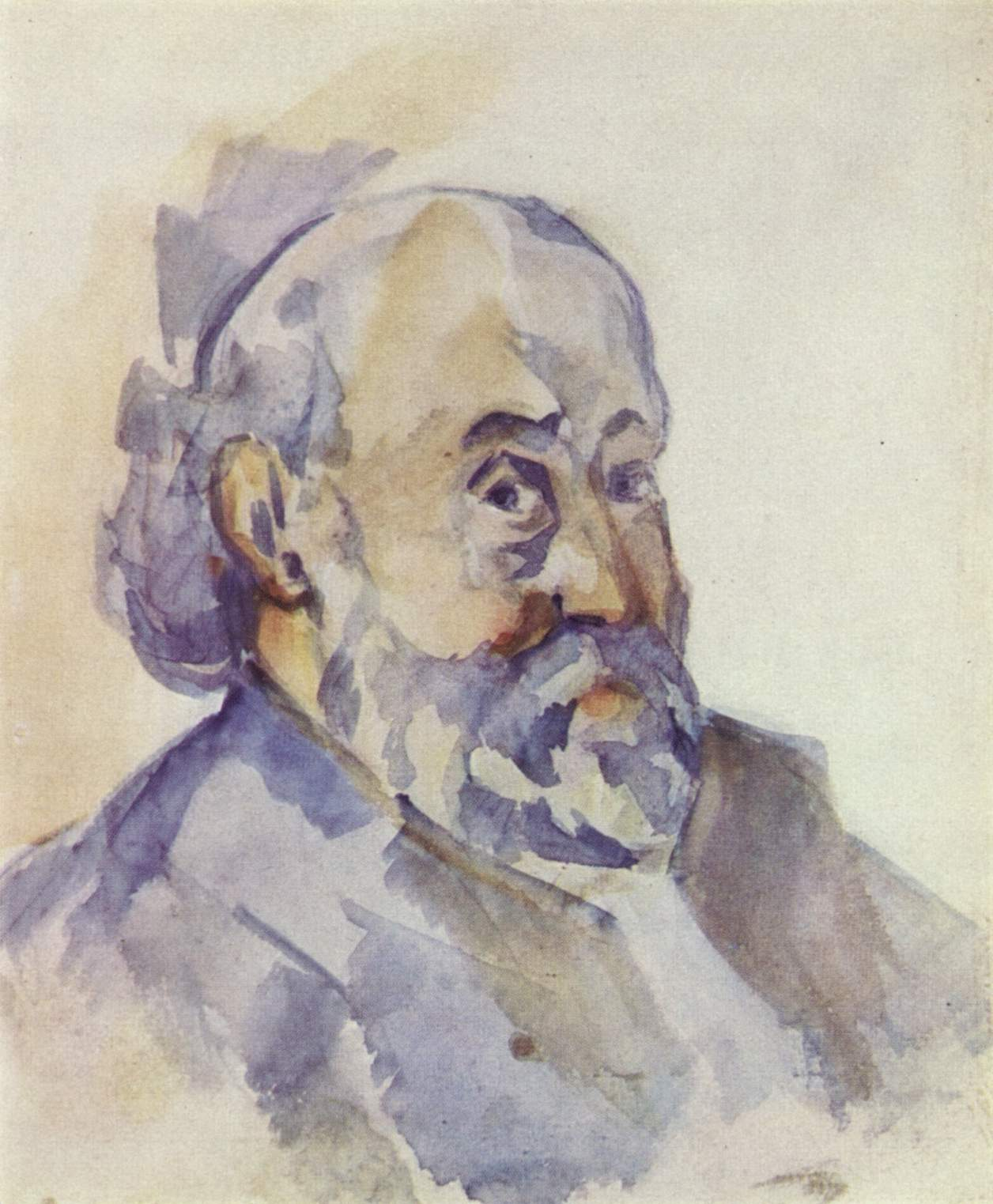
صورة ذاتية 1895
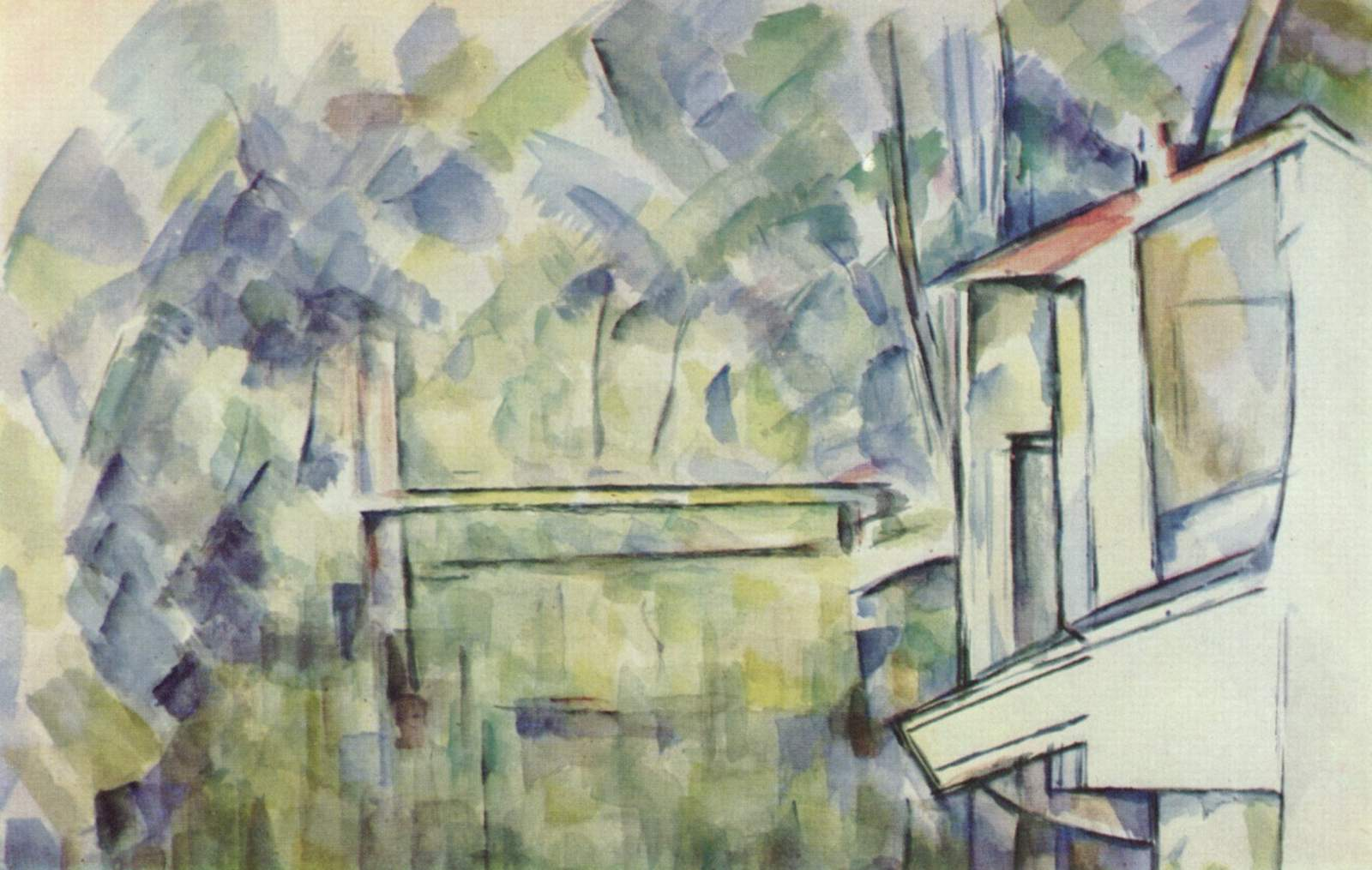
طاحونة عند النهر 1900–1906
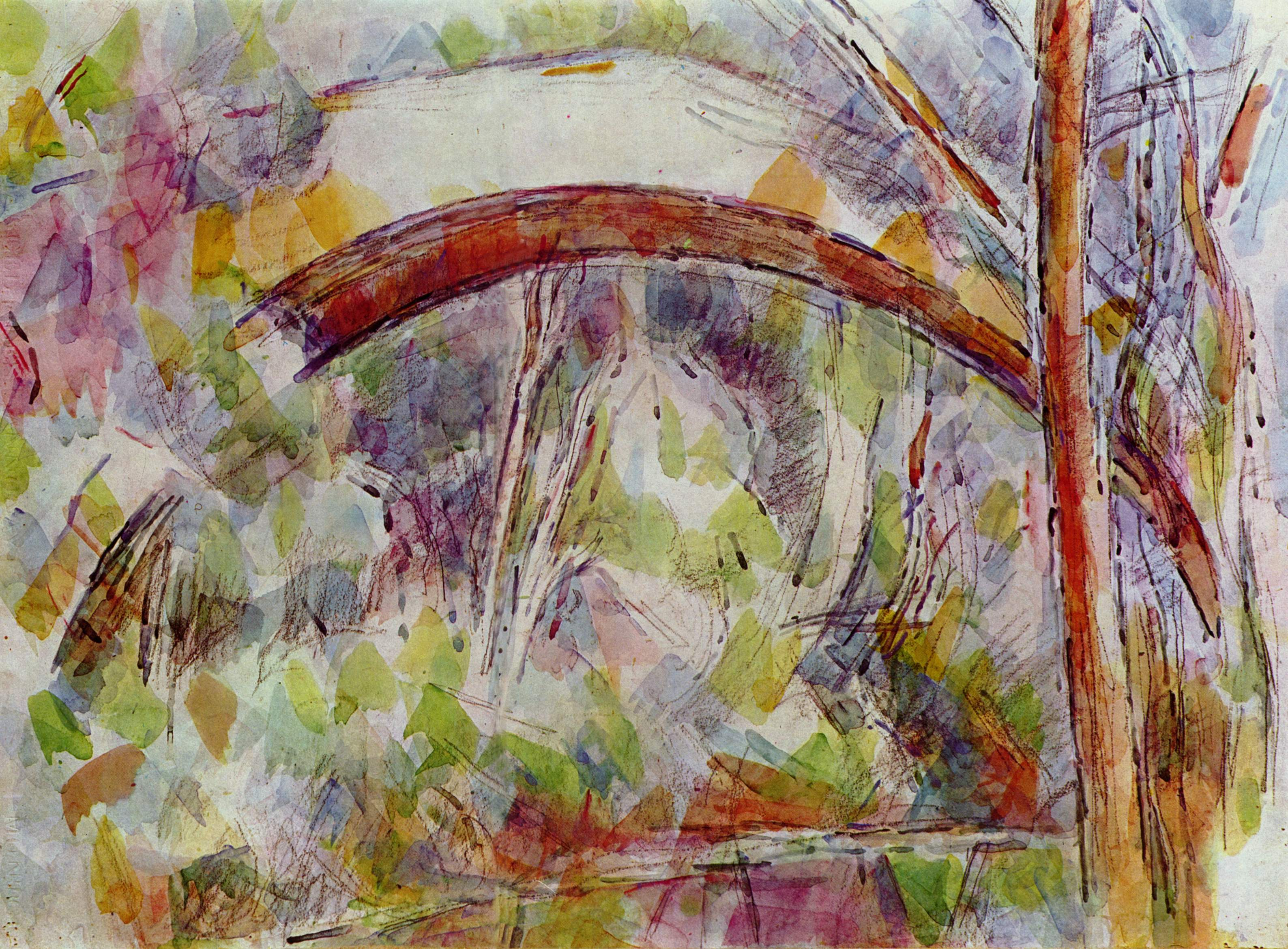
نهر مع جسر المصادر الثلاثة 1906 متحف سينسيناتي للفنون

### البورتورية والبورتوريه الذاتي

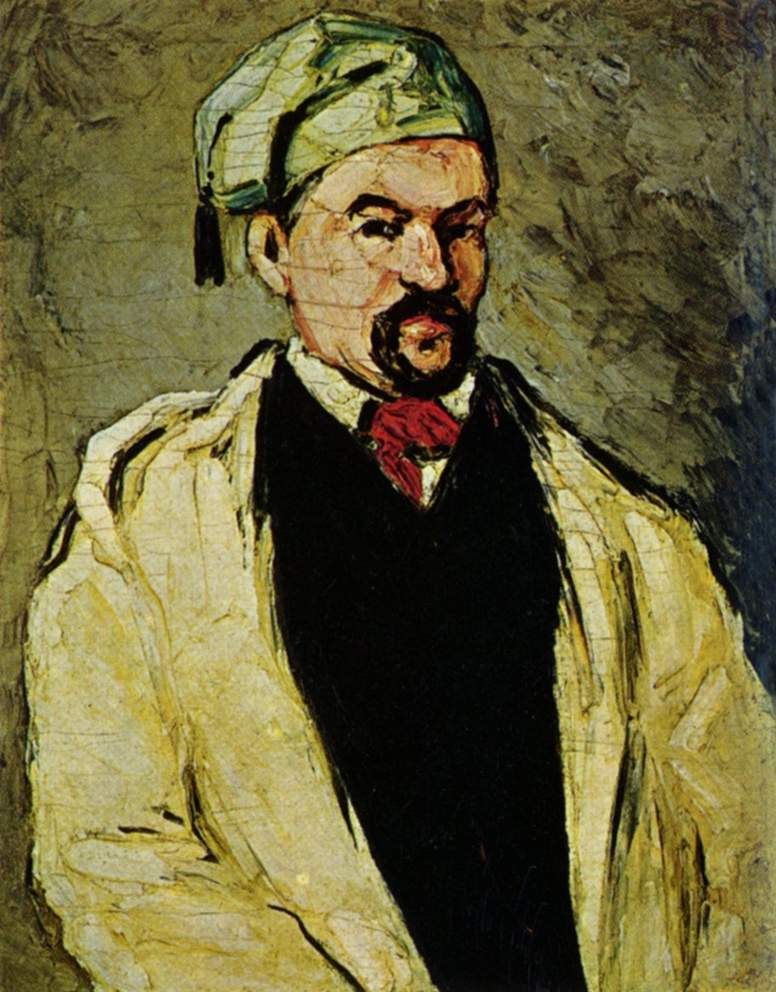
صورة العم دومينيك 1865–1867 متحف المتروبوليتان للفنون
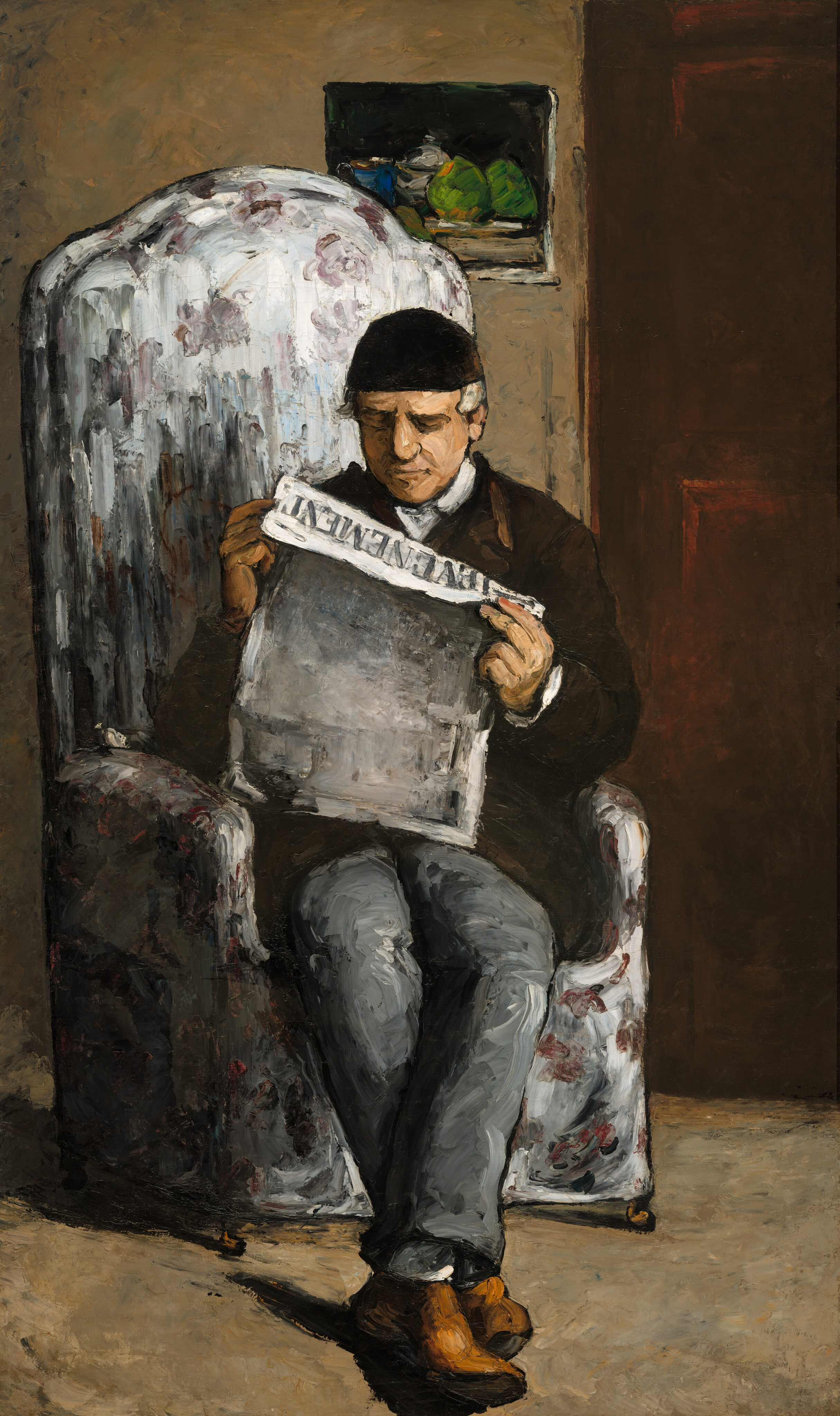
صورة والد الفنان لويس أوغست سيزان، ريدينغ 1866 المعرض الوطني للفنون (واشنطن)، واشنطن العاصمة
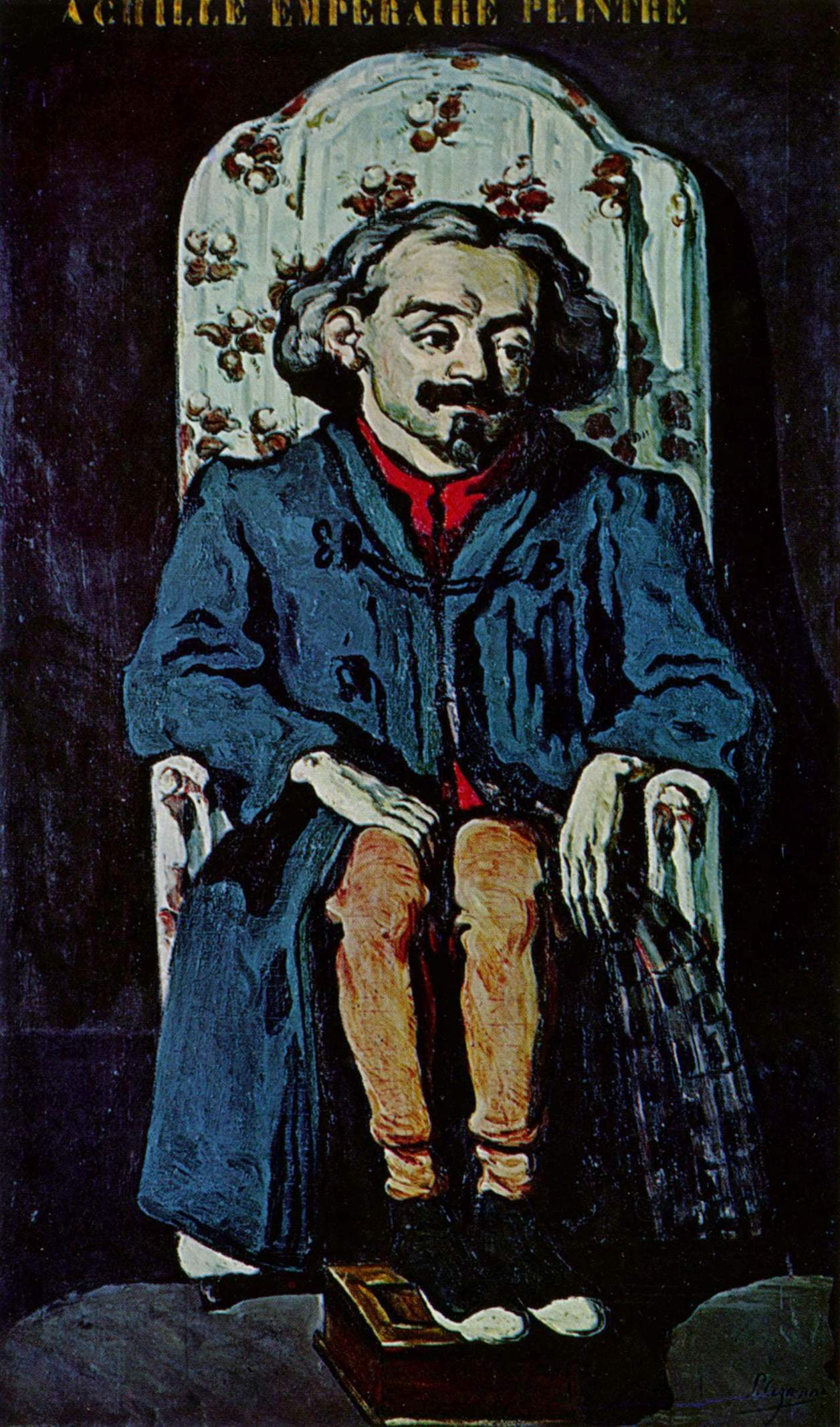
صورة الإمبراطور أخيل 1868متحف أورسيه
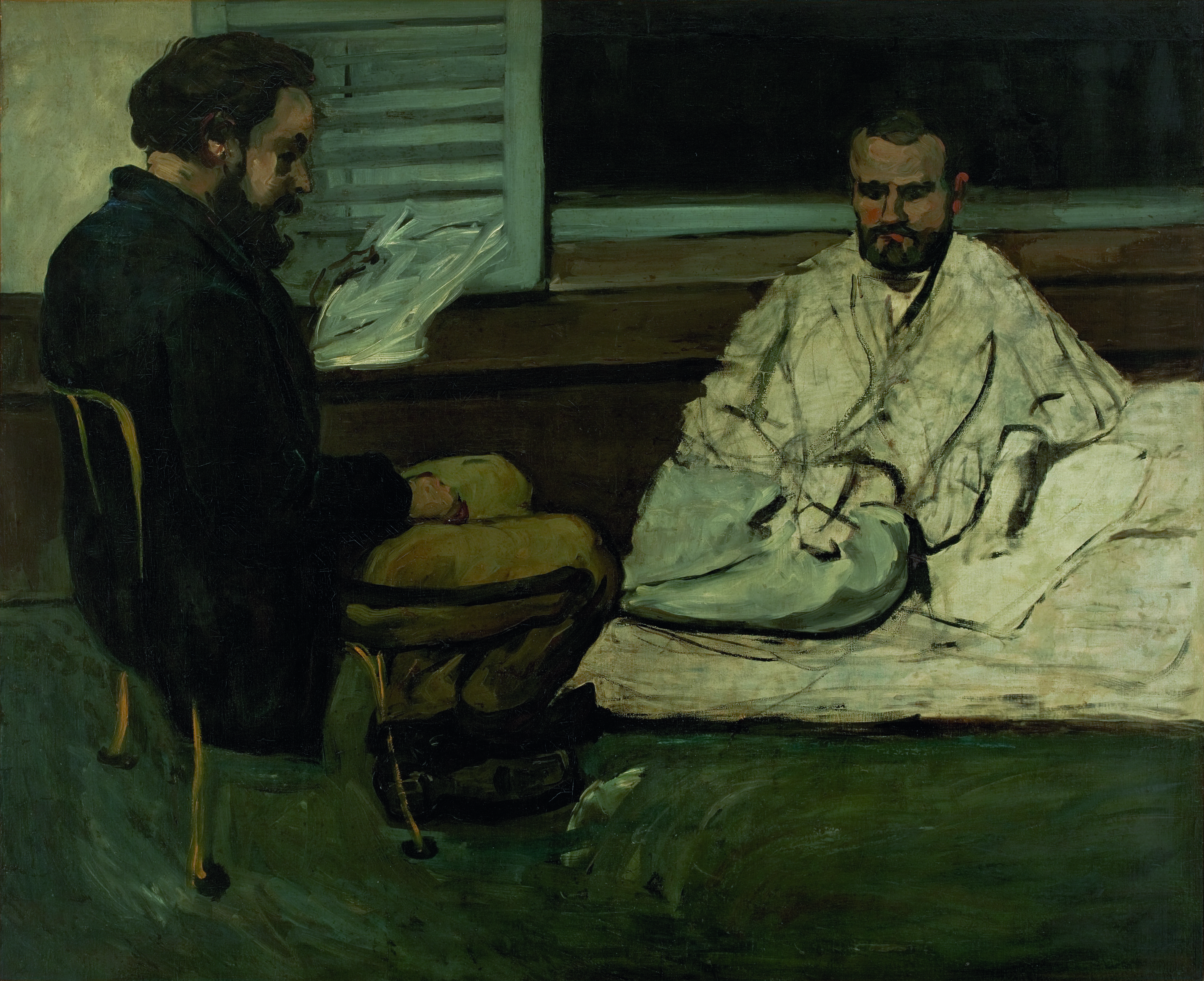
بول ألكسيس reading to إميل زولا 1869–1870 متحف ساو باولو للفن
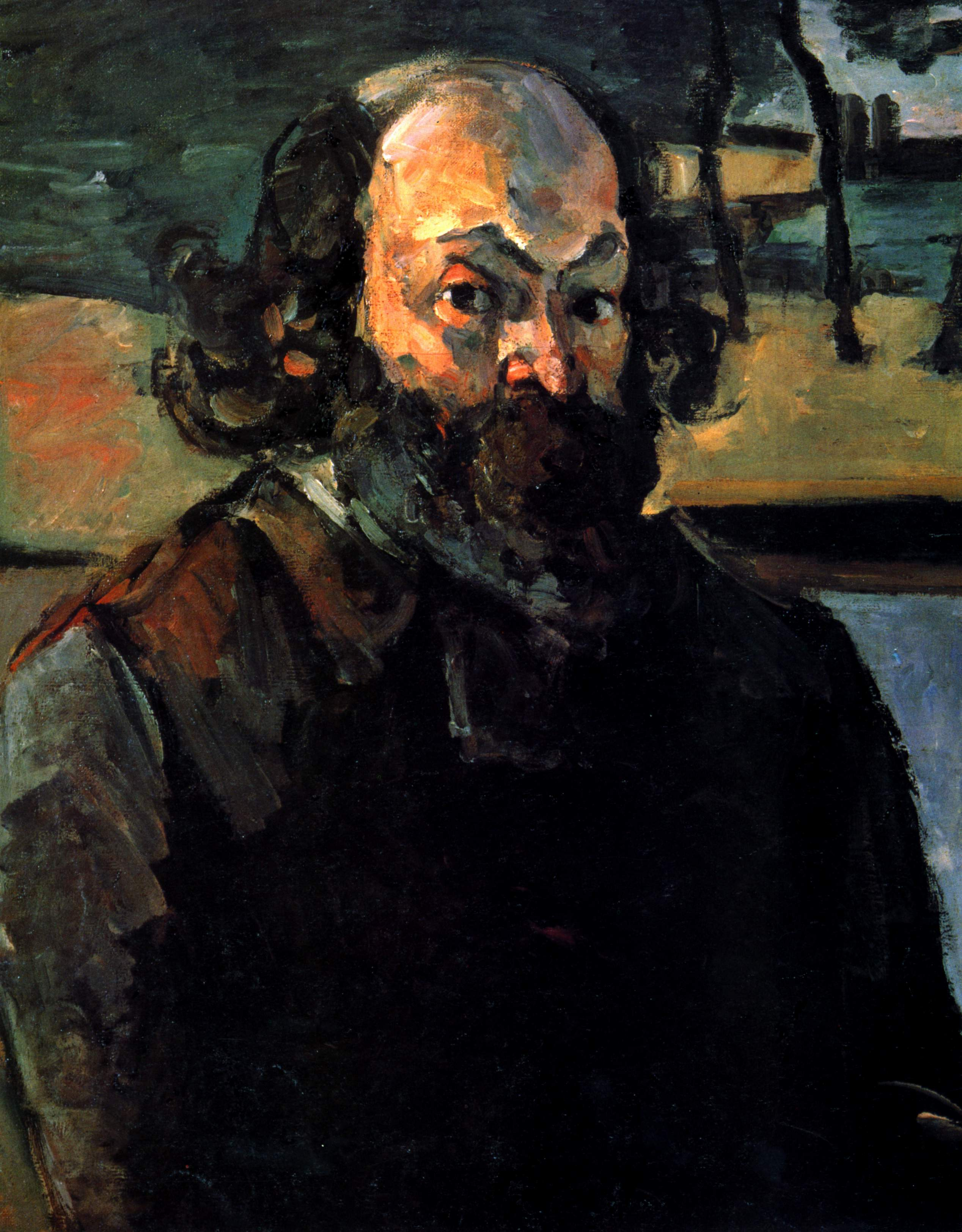
بورتريه ذاتي 1875 متحف أورسيه
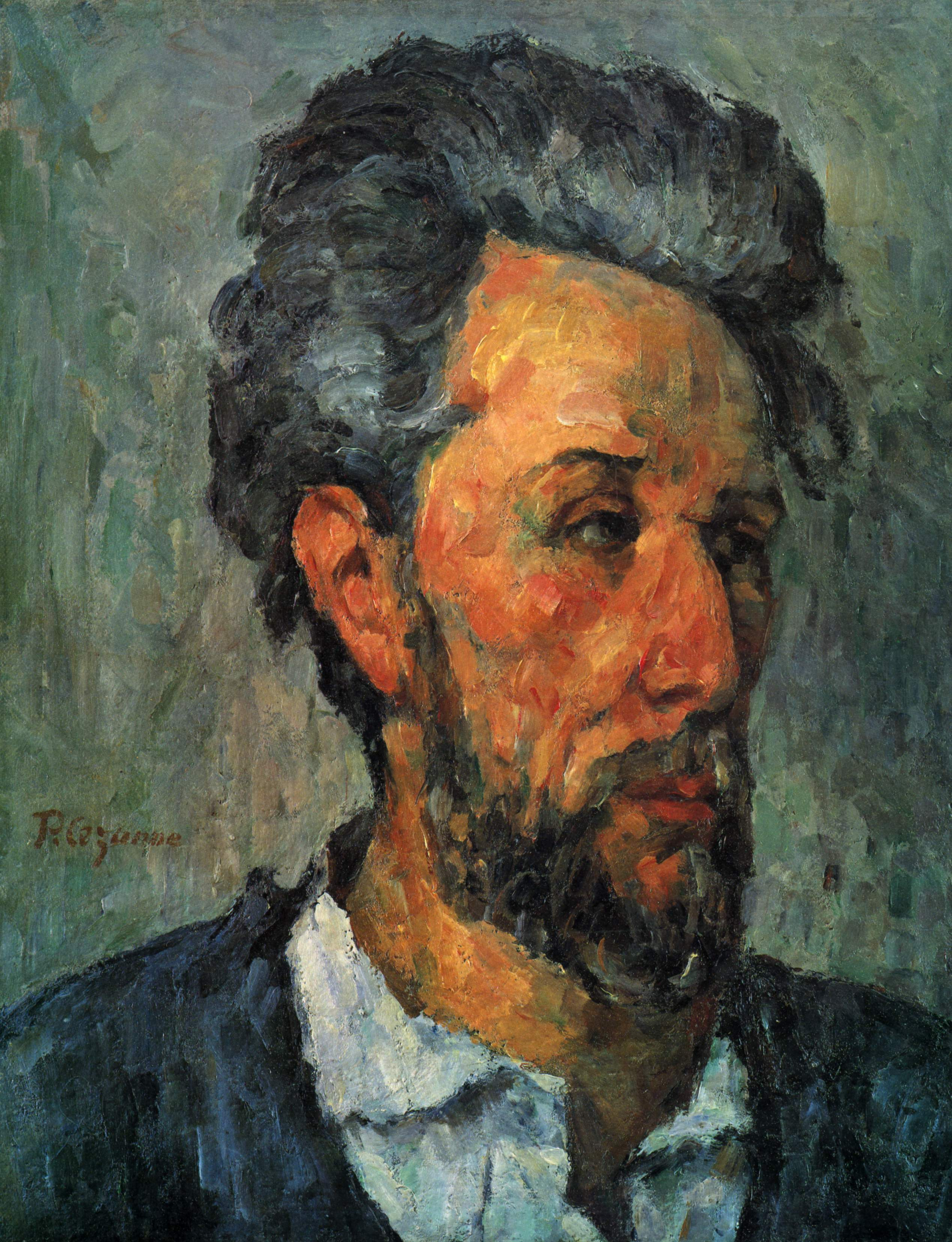
صورة فيكتور تشوكيت 1876–1877
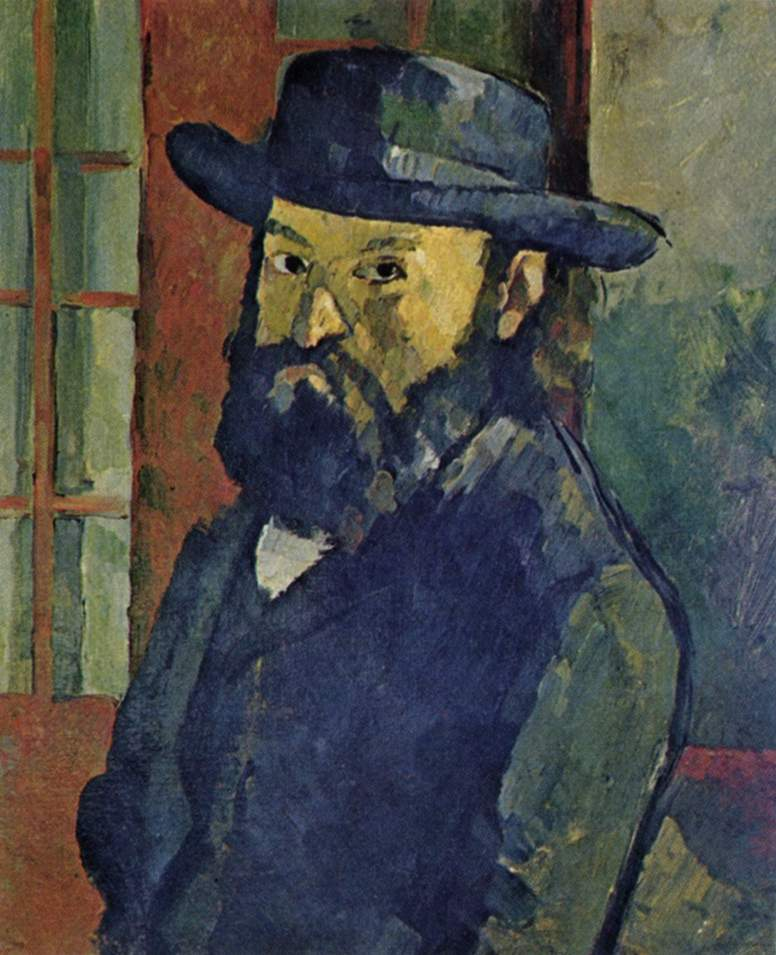
بورتريه ذاتي 1879–1882 Kunstmuseum، برن
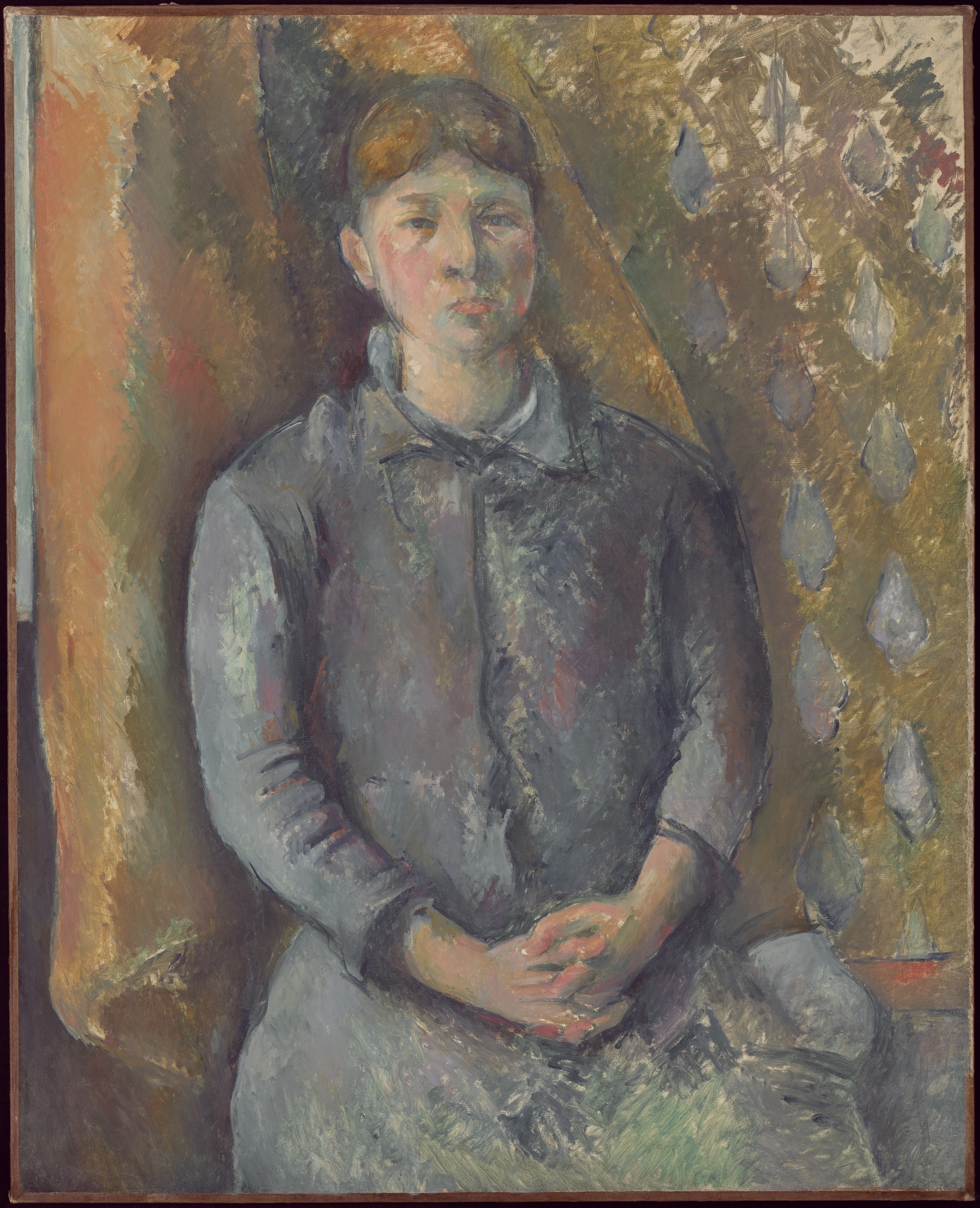
السيدة سيزان رسم زيتي c. 1886 معهد ديترويت للفنون
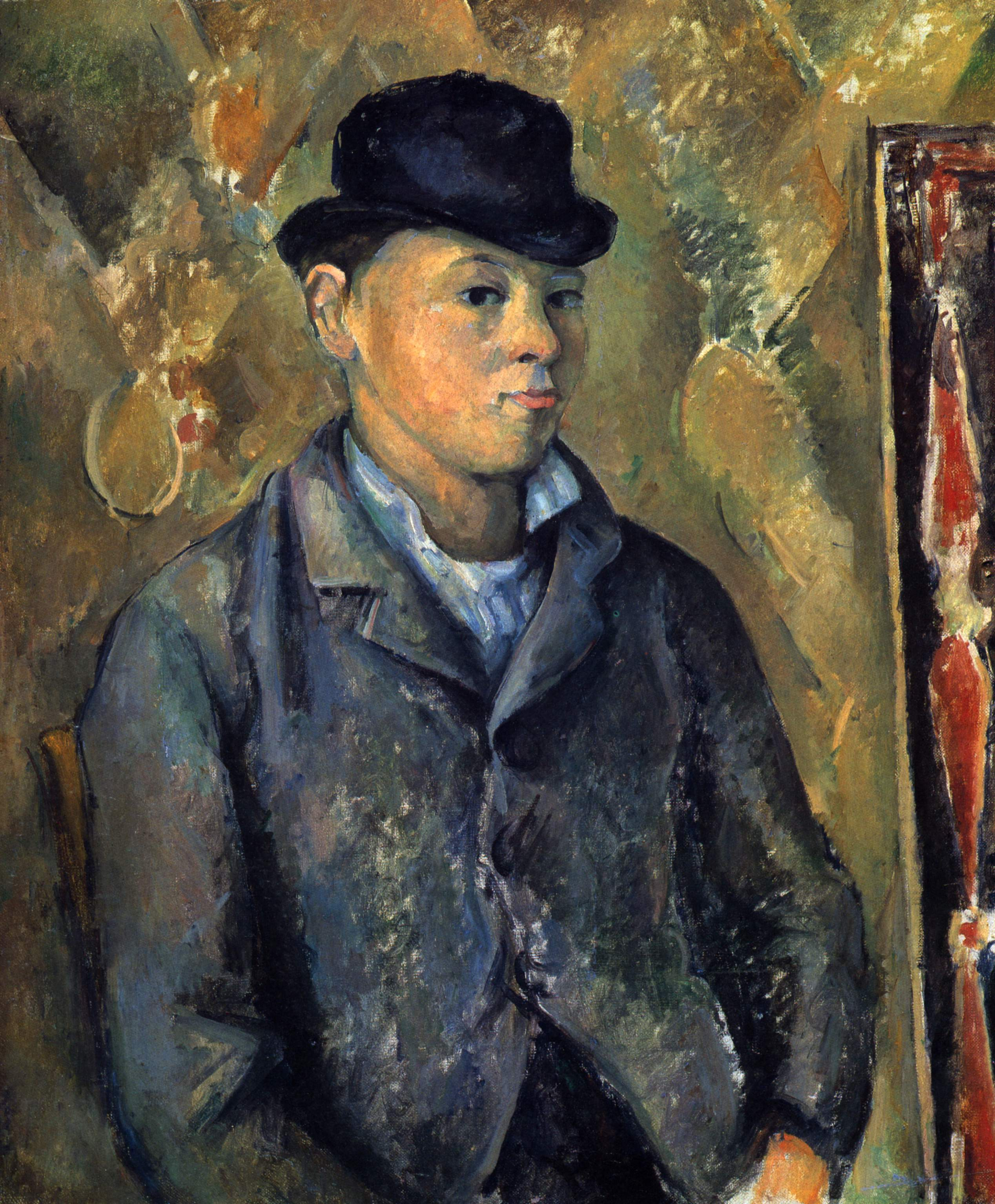
صورة لابن بول سيزان باستيل 1888–1890 المعرض الوطني للفنون (واشنطن)، واشنطن العاصمة
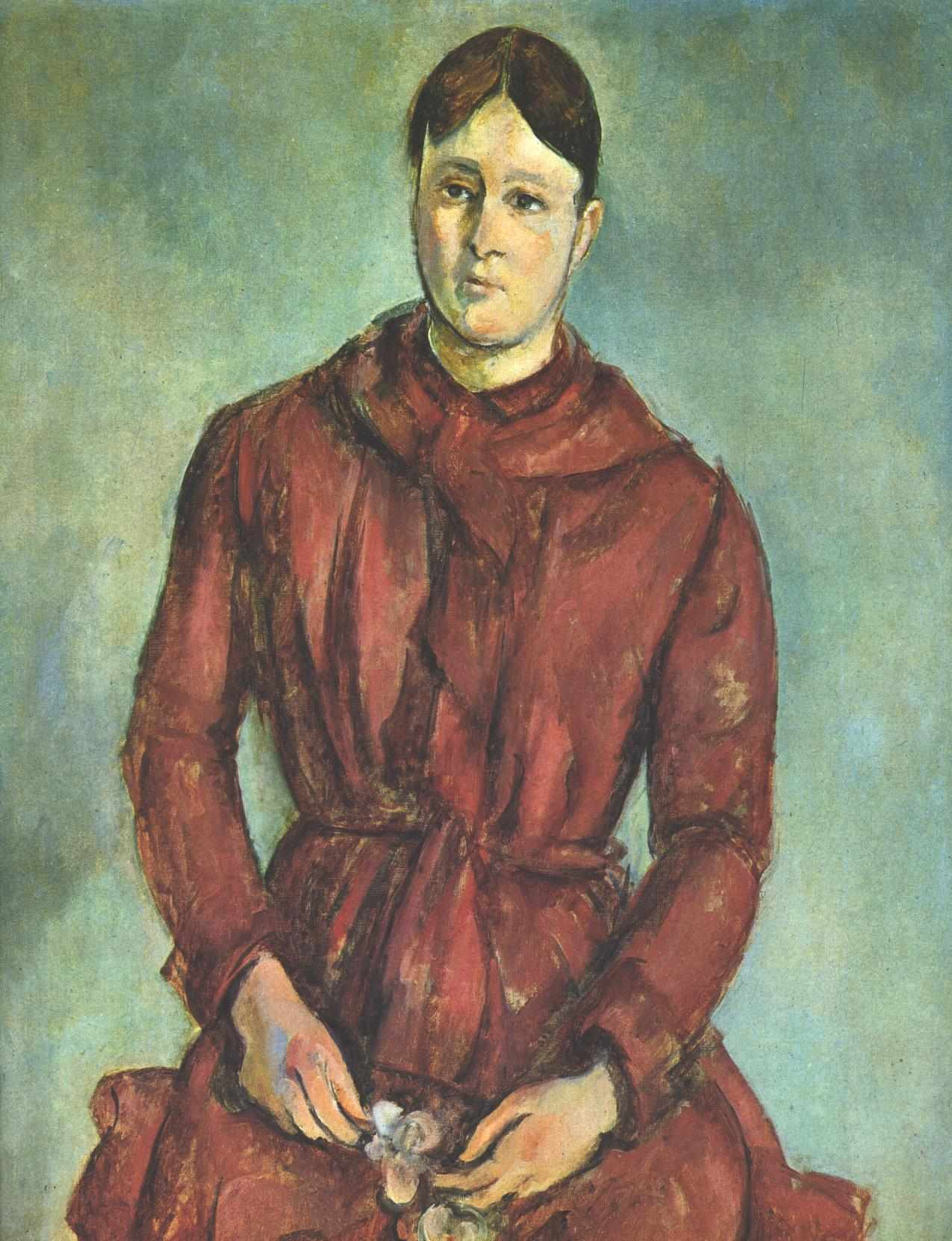
السيدة سيزان في ثوب أحمرc. 1890–1894 متحف ساو باولو للفن
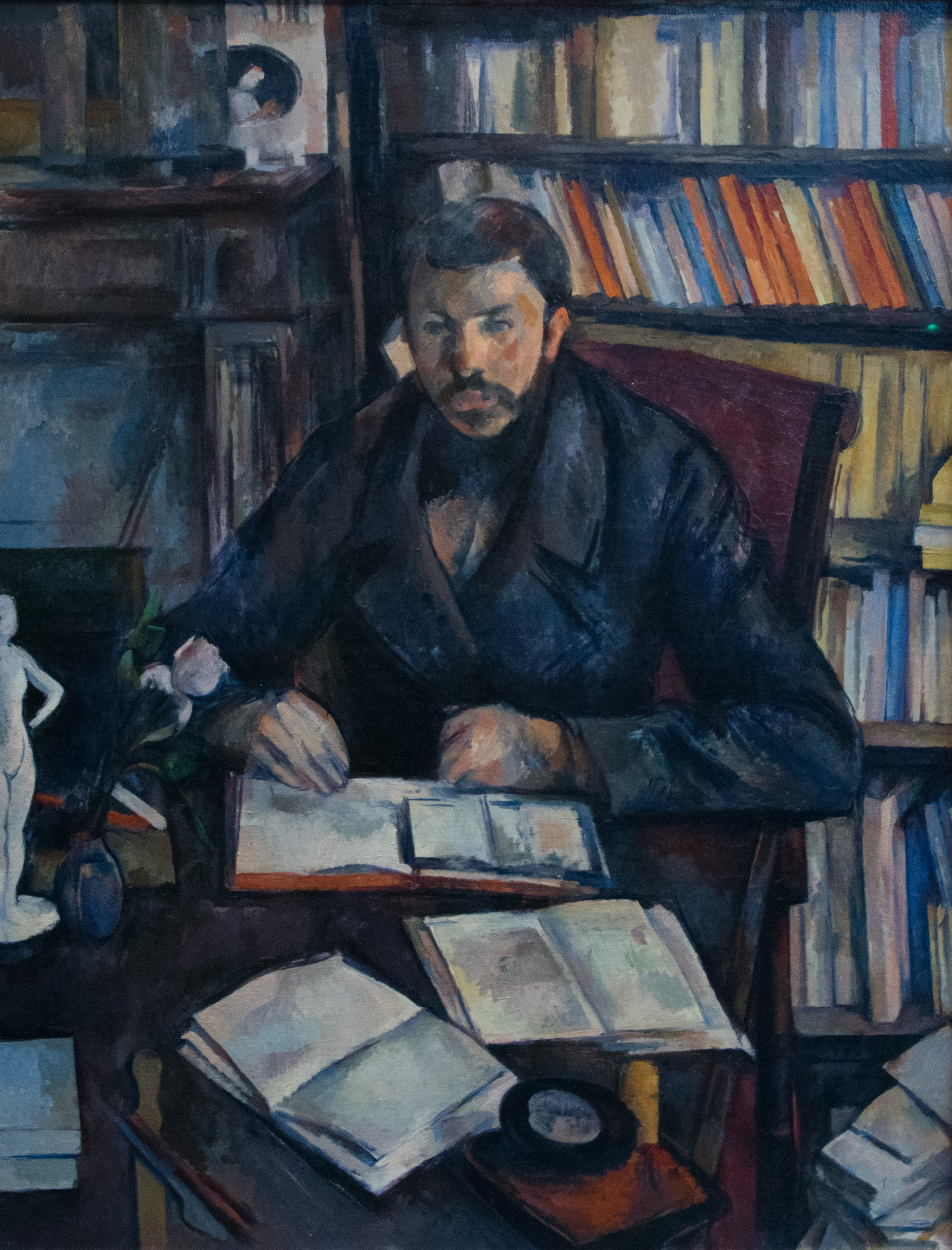
صورة غوستاف جيفروي 1895 متحف أورسيه
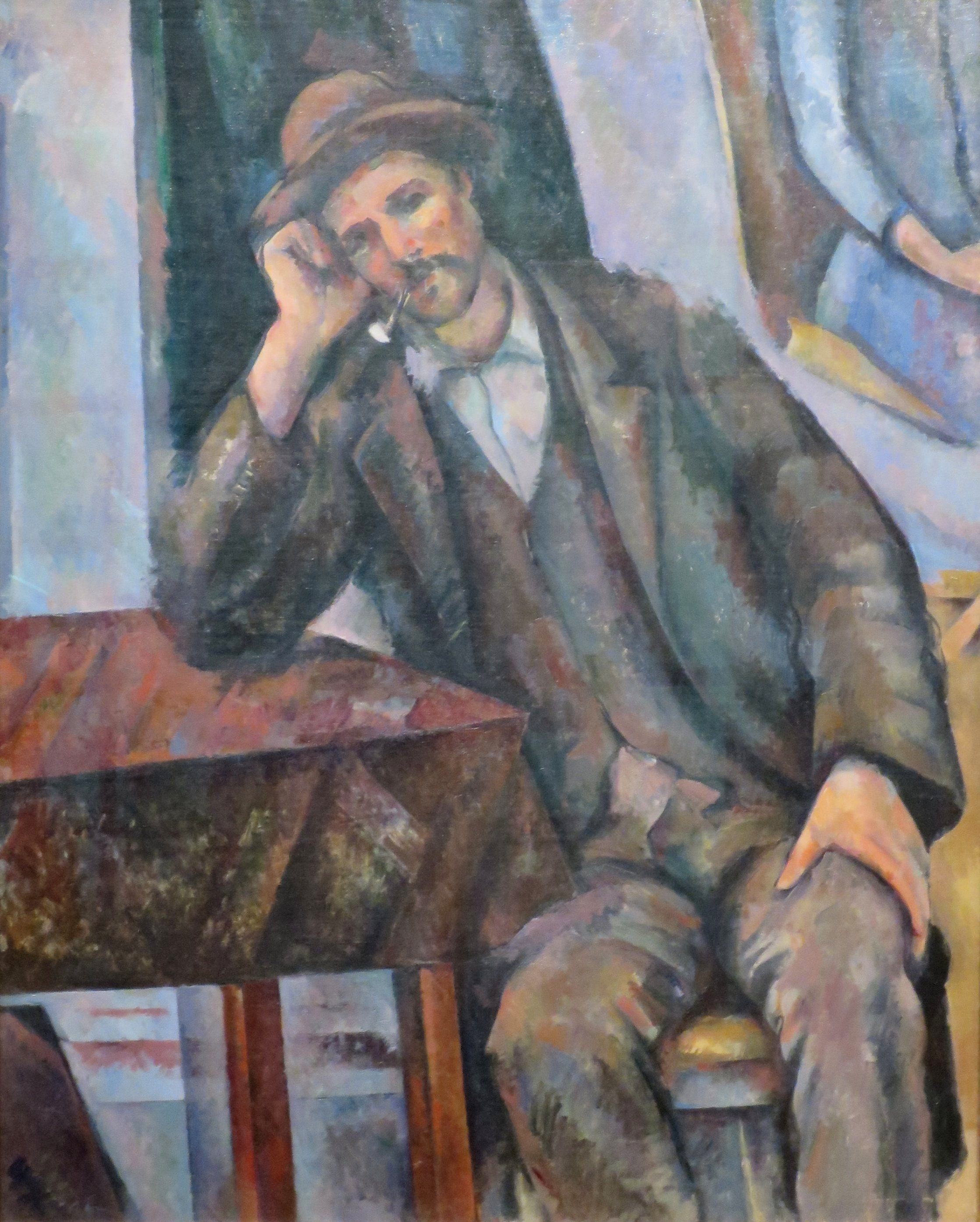
مدخن الغليون متكئًا على الطاولة 1895
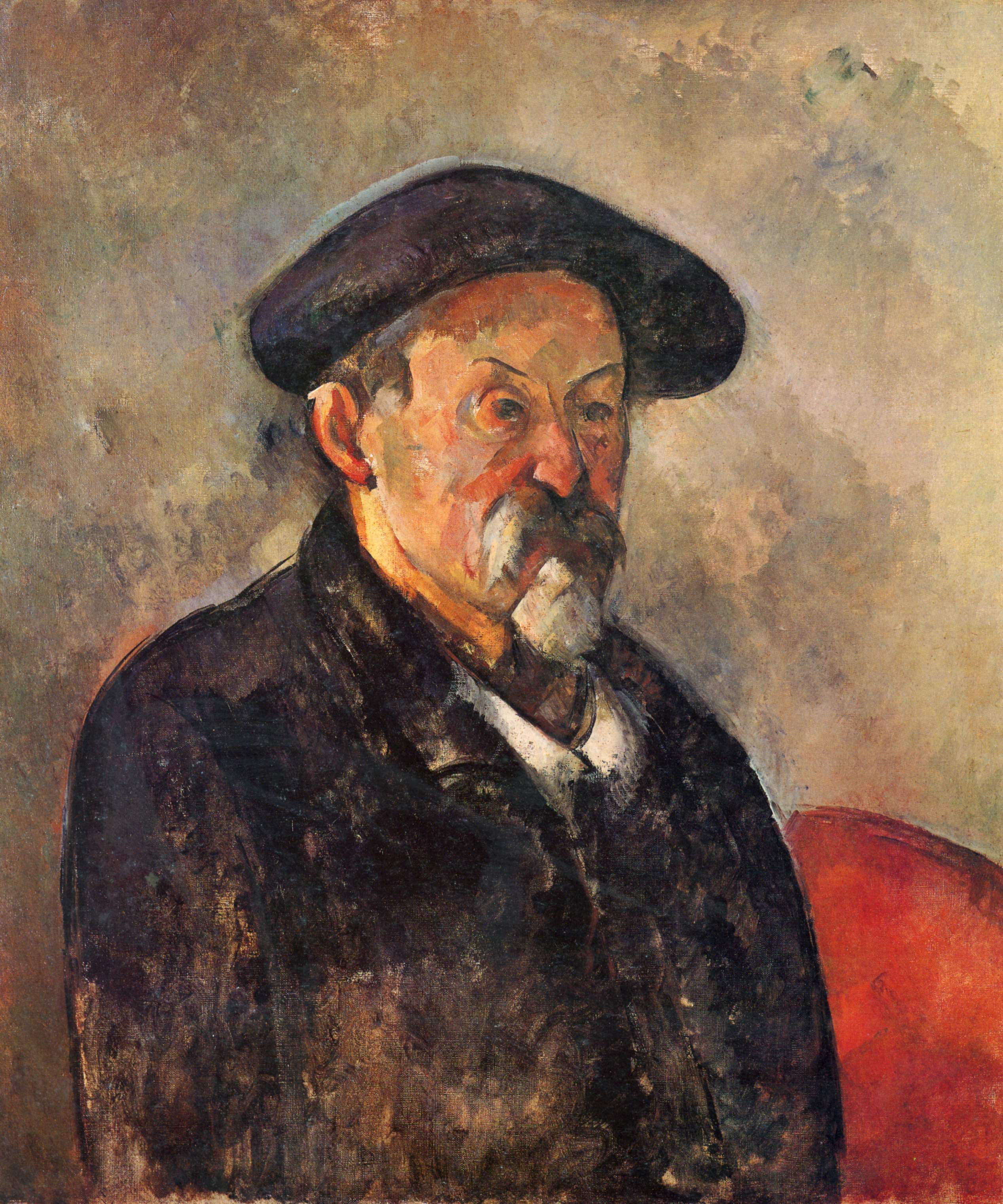
بورتريه ذاتي with Beret 1898–1900 متحف الفنون الجميلة في بوسطن
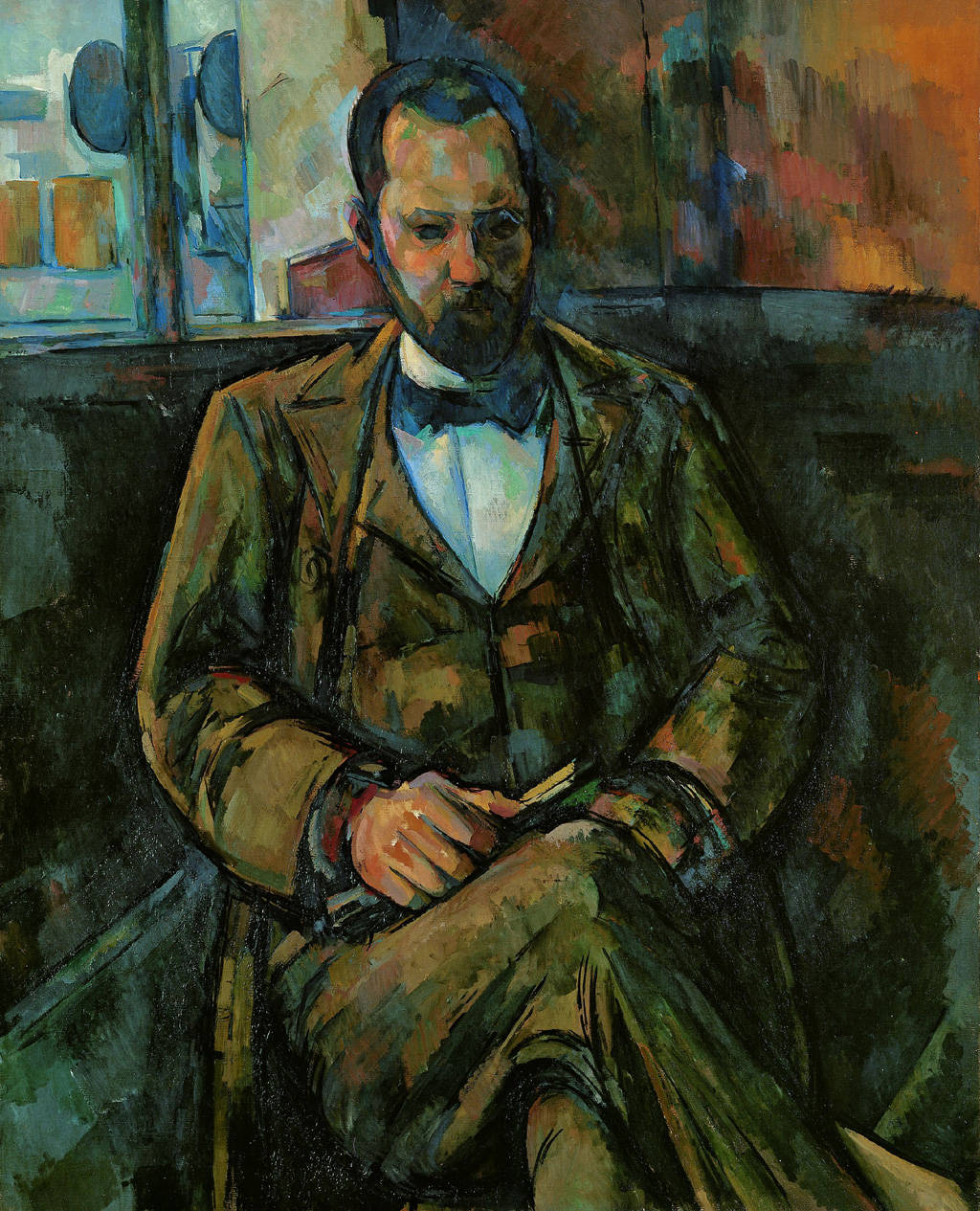
أمبرواز فولارد 1899

## وصلات خارجية
- بول سيزان على موقع IMDb (الإنجليزية)
- بول سيزان على موقع الموسوعة البريطانية (الإنجليزية)
- بول سيزان على موقع ميوزك برينز (الإنجليزية)
- بول سيزان على موقع إن إن دي بي (الإنجليزية)
- بول سيزان على موقع ديسكوغز (الإنجليزية)

- قوقل تحتفل بعيد ميلاد الرسام العالمي بول سيزان
- Artworks video
- Biography, Style and Artworks
- National Gallery of Art, Cézanne in Provence
- Cézanne at the WebMuseum
- Paul Cezanne studio
- The Murder c. 1867
- Map of Jas de Bouffan
- smARThistory: Still Life with Apples, 1895-1898
- www.paul-cezanne.org – Nearly 500 images of works by Paul Cézanne